# Stadtpfarrkirche Mariä Himmelfahrt (Vilsbiburg)

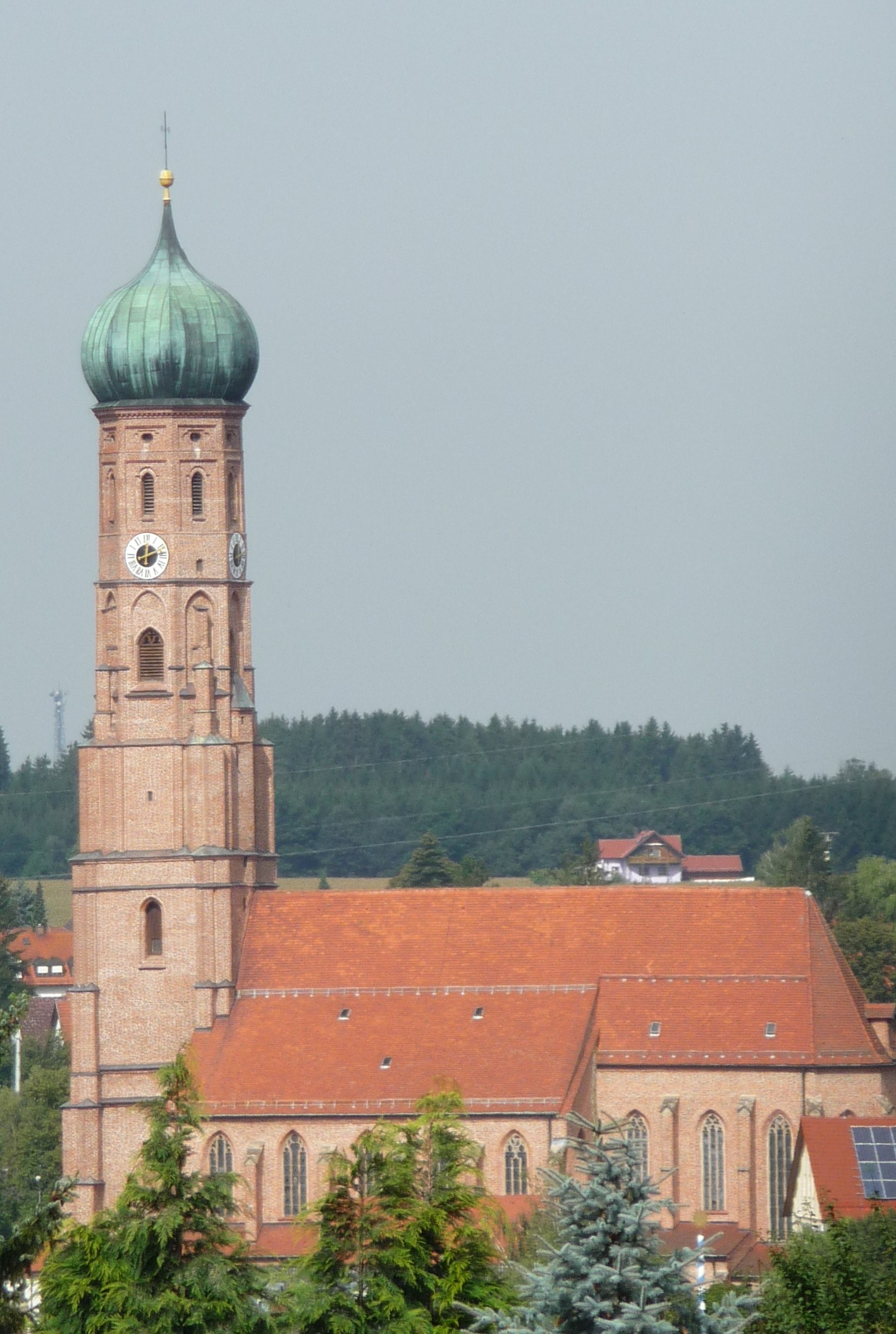
Stadtpfarrkirche Mariä Himmelfahrt

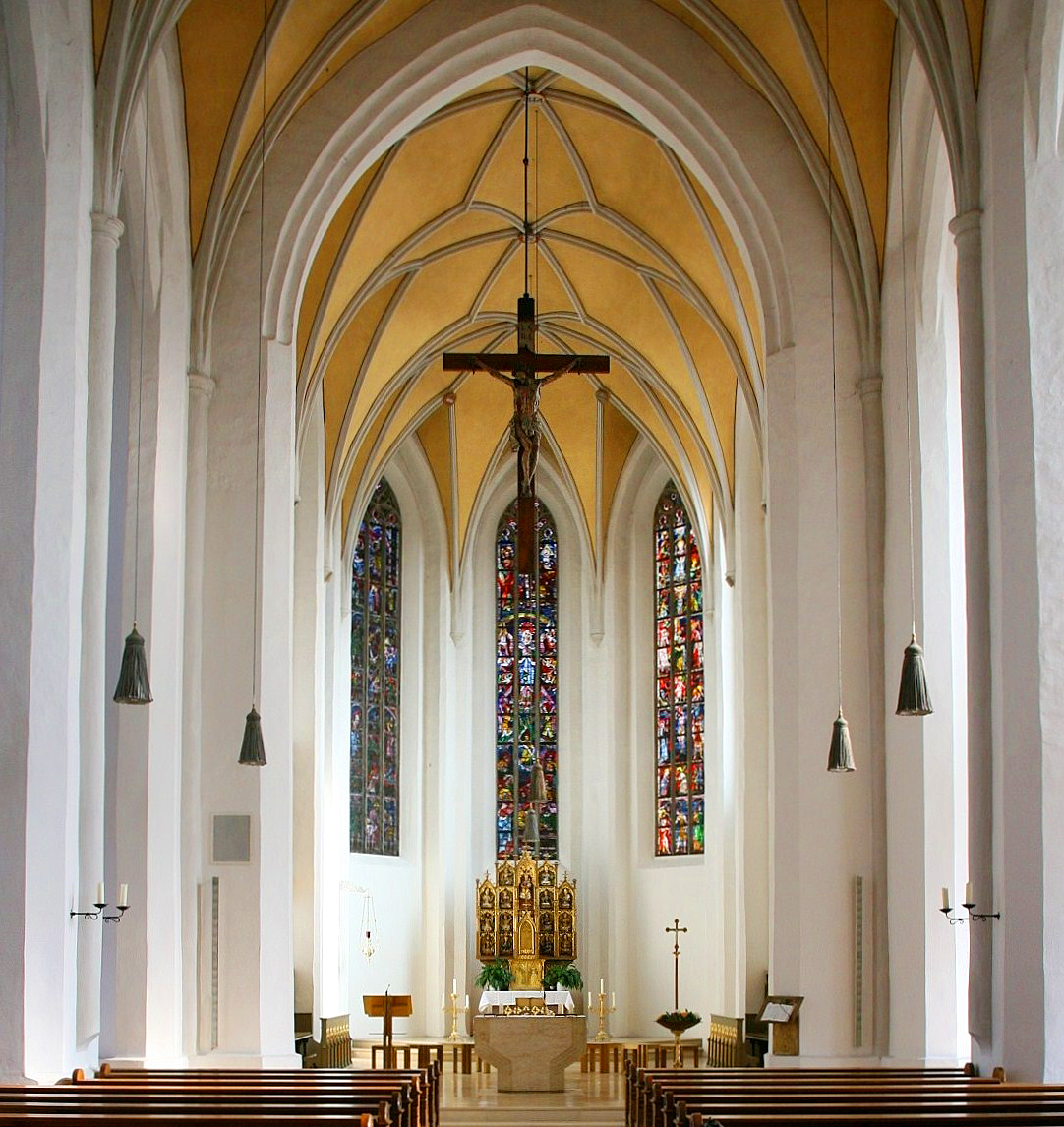
Innenraum der Stadtpfarrkirche

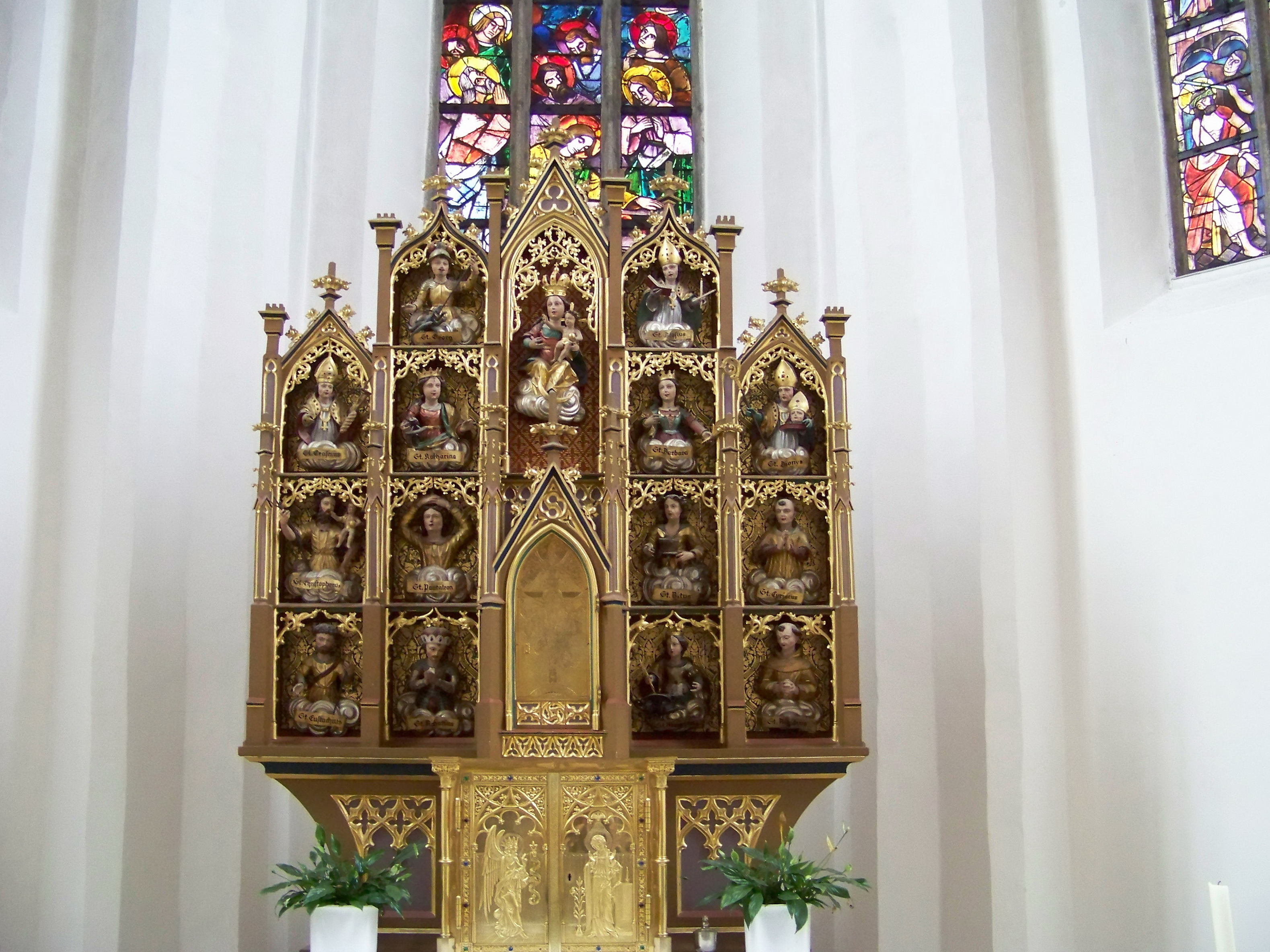
Neugotischer Hochaltar der 14 Nothelfer

Die römisch-katholische Stadtpfarrkirche Mariä Himmelfahrt in Vilsbiburg im niederbayerischen Landkreis Landshut ist eine spätgotische Staffelhalle der Landshuter Bauhütte, die Anfang des 15. Jahrhunderts begonnen und 1413 oder 1437 erstmals geweiht wurde. Die Fertigstellung der Kirche dürfte erst gegen Ende des 15. Jahrhunderts erfolgt sein. Das Erscheinungsbild des Turmes, der mit einer Zwiebelkuppel bekrönt ist, geht auf die zweite Hälfte des 17. Jahrhunderts zurück. Die ebenfalls aus dieser Zeit stammende Barockausstattung der Kirche wurde in der zweiten Hälfte des 19. Jahrhunderts „regotisiert“. Bei Renovierungsmaßnahmen um 1955 und 1978/79 erhielt der Innenraum im Wesentlichen sein heutiges Aussehen.
Die Kirche ist als Baudenkmal mit der Nummer D-2-74-184-7 beim Bayerischen Landesamt für Denkmalpflege eingetragen und gilt als geschütztes Kulturgut gemäß der Haager Konvention. Sie trägt das Patrozinium der Himmelfahrt Mariens (Gedenktag: 15. August). Neben der Wallfahrtskirche Maria Hilf, auch Bergkirche genannt, ist Mariä Himmelfahrt die zweite große Kirche in Vilsbiburg. In Abgrenzung zu dieser wird sie von den Einheimischen schlicht als Stadt(pfarr)kirche bezeichnet. Zur Pfarrei Mariä Himmelfahrt gehören außerdem die Spitalkirche zur Heiligen Dreifaltigkeit in Vilsbiburg, die Filialkirche St. Ulrich und Margaretha in Oberenglberg sowie die Nebenkirchen St. Nikolaus in Herrnfelden und St. Georg und Martin in Wolferding.

## Geschichte
Der Pfarrsprengel von Vilsbiburg wurde erstmals im Jahr 1157 im Rahmen der Neuordnung der Bistumsgrenze zwischen Freising und Regensburg erwähnt. Diese deckte sich teilweise mit der Vilsbiburger Pfarrgrenze. Das Bestehen einer Pfarrei setzt freilich einen Kirchenbau voraus, über dessen Lage und Aussehen jedoch keine Belege existieren. Das Patronatsrecht lag damals wohl bei den Grafen von Frontenhausen und gelangte im 13. Jahrhundert an die Wittelsbacher. Im Jahr 1265 erkannte der Regensburger Bischof Leo Thundorfer dieses Recht formell gegenüber Herzog Heinrich I. an, was die erste urkundliche Erwähnung der Pfarrkirche darstellt. Am 16. Oktober 1372 unterstellte Herzog Friedrich Kirche und Pfarrei dem Benediktinerstift Sankt Veit bei Neumarkt. Dies wurde 1406 von Papst Innozenz VII. bestätigt, wobei erstmals die Kirche Sankt Mariä in Vilsbiburg erwähnt wurde. Der Abt des Stiftes Sankt Veit hatte somit bis zur Auflösung des Klosters im Zuge der Säkularisation 1803 das Präsentationsrecht für die Pfarrei Vilsbiburg inne. Während diese zunächst noch häufig mit Weltpriestern besetzt wurde, kamen ab 1647 nur noch Mitglieder des Sankt Veiter Konvents zum Zuge. Daneben wurden in Vilsbiburg seit dem späten Mittelalter auch Benefiziaten eingesetzt. Deren Unterhalt wurde aus Messpfründen bestritten, die verschiedenen, von Bürgern, Handwerkern und Bruderschaften gestifteten Seitenaltären zugeordnet waren.
Genaue Daten zur Erbauungszeit der heutigen spätgotischen Kirche sind nicht bekannt. Der Chor wurde wohl nach 1404 begonnen, häufig wird das Jahr 1412 als Baubeginn angegeben. Ein Schlussstein am Gewölbe in der Nähe des Chorbogens trägt die Jahreszahl 1414, die wahrscheinlich das Jahr der Einwölbung angibt. Ein Brief aus dem Zechschrein der Pfarrkirche berichtet ferner von der Einweihung des Gottshauses sambt denen sieben Altären, die bereits am 29. Oktober 1413 stattgefunden habe. Auf einem Gedenkstein aus rotem Marmor, der in der dritten Seitenkapelle (von Osten) auf der Nordseite angebracht ist, steht: ecclesia est renovata anno domini 1427. Zahlreiche Quellen gehen davon aus, dass „renovata“ wohl „von Neuem errichtet“ bedeutet, da keine wesentlich älteren Bauteile festzustellen sind. Als gesichert gilt das Datum der Weihe bzw. Wiederweihe der Kirche am 18. August 1437. Nach Ausweis der stilistischen Merkmale, beispielsweise des Langhausgewölbes, wurde der Bau jedoch erst gegen Ende des 15. Jahrhunderts vollendet.
Mitte des 17. Jahrhunderts setzte nach Ausweis der Kirchenrechnungen eine Phase ein, in der zahlreiche Neuanschaffungen getätigt wurden. So kam es zur Barockisierung der Ausstattung:
- Im Jahr 1659 errichtete der Landshuter Schreiner Hans Zier einen barocken Seitenaltar zu Ehren der heiligen Anna. Noch im selben Jahr schuf der Neuöttinger Maler Wolfgang Rost die Altargemälde. 1661 wurde der Altar durch den Vilsbiburger Maler Christoph Gerl gefasst und vergoldet. Außerdem erstellten der Vilsbiburger Schreiner Leonhard Mayr und der Landshuter Bildhauer Gregor Nay das Schnitzwerk und die Engelsfiguren. Der Vilsbiburger Maurermeister Georg Seoner hatte den Vorgängeraltar abgebrochen und einen neuen Stipes aufgemauert, sodass der Altar am 9. Dezember 1661 an seinem endgültigen Platz aufgerichtet werden konnte.
- 1670 schufen der Schreiner Blasius Zier und der Bildhauer Matthias Nay, beide aus Landshut, einen barocken Hochaltar. Die Fassung und Vergoldung besorgte der Vilsbiburger Maler Johann Baptist Gerl, das Altargemälde Mariä Himmelfahrt schuf der Landshuter Maler Raimund Scherrich. Gleichzeitig brach Georg Seoner beim Hochaltar ein großes Fenster aus und ließ den Chor neu tünchen. 1784 wurde der Hochaltar bei Restaurierungsarbeiten durch den Vilsbiburger Bildhauer Michael Wagner leicht verändert.
- 1675 erneuerten Matthias Nay sowie der Fassmaler Hans Heinrich Ruestaller und der Schreiner Christoph Vierthaler, beide aus Vilsbiburg, den vormaligen St.-Johannes-Seitenaltar zu Ehren des heiligen Johannes. Da das Altarblatt ausgetauscht wurde, wurde dieser ein St.-Antonius-Altar. Um 1733 erledigte der Vilsbiburger Maler Philipp Hauser Fass- und Vergoldungsarbeiten an dem Altar.
- 1671 wurde der gotische Spitzhelm entfernt. Nach einer Aufstockung des Turmes um ein Geschoss wurde eine barocke Zwiebelkuppel aufgesetzt. Diese wurde 1677 von dem Frontenhausener Zimmerermeister Georg Schußleitner mit rot gestrichenen Holzschindeln gedeckt. Bereits 1689 musste die Turmkuppel nach einem Blitzeinschlag erneuert werden.
- 1697 erstellten die Vilsbiburger Schreiner Heinrich Stauch und Thomas Huber ein neues Kirchengestühl.
- 1738 schuf der Vilsbiburger Schreiner Veit Cranzsperger einen neuen Beichtstuhl.
- 1824 wurde ein neuer Kreuzaltar geschaffen. Die Fassung besorgte der Regensburger Maler N. Schuster.

Um 1850 begann Pfarrer Josef Neumayer die Regotisierung. Fast alle barocken Ausstattungsstücke, die seit Mitte des 17. Jahrhunderts angeschafft worden waren, wurden entfernt. Bereits 1850 wurden der Frauen- und Kreuzaltar beseitigt, 1852 der Vierzehn-Nothelfer- und Jakobsaltar und 1855 der barocke Hochaltar. In den folgenden Jahren schuf der aus Lermoos in Tirol stammende Bildhauer Johann Petz, der eine Werkstatt in München leitete, eine geschlossene neugotische Ausstattung. 1855 entstand ein neuer Hochaltar, bis 1859 vier Seitenaltäre, 1866 schließlich ein Orgelprospekt, eine Kanzel und ein Kreuzwegzyklus. Im Jahr 1872 wurde das Kircheninnere ausgemalt. Um 1875 schuf der Vilsbiburger Schreiner Josef Prändl schließlich ein neues Kirchengestühl und einen neugotischen Vierzehn-Nothelfer-Altar, der heute als Hochaltar im Chorraum aufgestellt ist. Die Regotisierung stieß in der Bevölkerung keineswegs nur auf Zustimmung, die Vilsbiburger übten teils heftige Kritik in Wort und Schrift. Deshalb wurde der Initiator der Umgestaltung, Pfarrer Neumayer, vom zuständigen Dekan Franz Häglsperger aufgefordert, sich mit Kirchenverwaltung und Bürgerausschuss zu einigen, damit die Vilsbiburger Kirche „nicht bloß ein Kunsttempel, sondern auch ein Denkmal der Eintracht zwischen Pfarrer und Gemeinde werden möge“.
Nachdem Vilsbiburg um die Wende zum 20. Jahrhundert stark gewachsen war, entstand in der Bevölkerung der Wunsch nach einer größeren Kirche. Der damalige Pfarrer Michael Mayer, der Bürgermeister Michael Winkler trieben dieses Projekt voran. Am 25. Januar 1906 wurde ein Kirchenbauverein gegründet. Dieser setzte sich zum Ziel, Spenden für einen Teilabriss und eine Erweiterung der Pfarrkirche nach Osten zu sammeln. Dabei sollte der spätgotische Chor abgebrochen und das Langhaus um drei Joche, die in ein Querschiff einbezogen sein sollten, nach Osten erweitert werden. Daran anschließend sollte der Chor weitgehend unverändert wieder aufgebaut werden. Nach einer Sitzung der Kirchenverwaltung am 31. Januar 1907 wurde ein Architektenwettbewerb ausgerufen. Während die Pläne des Vilsbiburger Baumeisters Anton Wagner, die im März 1907 vorgestellt wurden, auf wenig Gegenliebe stießen, konnte sich der im Dezember 1907 präsentierte Entwurf des Münchner Architekten Joseph Elsner junior durchsetzen. Er illustrierte mit insgesamt 14 Plänen, einige davon farbig auf Karton aufgezogen, sein Vorhaben, einen „Dom des Vilstals“ mit über 600 festen Sitzplätzen zu errichten, davon rund 100 auf zwei Emporen, die an den aus der Flucht der Seitenschiffe hervortretenden Querschiffenden geplant waren. Auf Wunsch von Pfarrer Mayer plante Elsner junior in späteren Entwürfen zusätzlich eine Lourdesgrotte mit zwei seitlichen Treppenaufgängen im östlichen Außenbereich ein.
Die großen Pläne wurden nie umgesetzt, da die Pfarrei finanziell unter Druck geriet. So musste 1910 die schadhafte Kupferbedachung der Turmkuppel erneuert werden. 1911 wurden Friedhof nach Norden erweitert und Gruftarkaden errichtet. Im Ersten Weltkrieg mussten die Kupferbedachung der Pfarrkirche, der Bergkirche und der Oberenglberger Kirche, verschiedene Orgelpfeifen und drei Glocken für Rüstungszwecke abgeliefert werden. Deshalb wurde in einer Sitzung der Kirchenbauvereins am 13. April 1921 beschlossen, die Pläne für die Erweiterung der Stadtpfarrkirche zugunsten anderer, dringender Projekte aufzugeben.
Die neugotische Ausstattung wurde unter Pfarrer Franz Hierl ab 1948 bis auf wenige Ausnahmen entfernt. 1954/55 wurden die drei Fenster im Chorschluss mit modernen Glasgemälden des Gilchinger Kunstmalers Heinrich Diermeier ersetzt. 1956 wurde anstelle des neugotischen Hochaltares ein moderner Plattenaltar von Guido Martini aufgestellt. Bei einer Außenrenovierung im Jahr 1960 wurde der Verputz der Außenwände entfernt und so das gotische Backsteinmauerwerk wieder sichtbar gemacht. Die Turmkuppel wurde wieder mit Kupferblech gedeckt. Damit erhielt das Gotteshaus im Wesentlichen seine heutige äußere Form.
In den Jahren 1978/79 wurde die Pfarrkirche unter der Leitung des Dingolfinger Architekten Fritz Markmiller innen renoviert. Der Kirchenmaler Hugo Preis aus Parsberg malte dabei die Raumschale nach dem spätgotischen Originalbefund aus. Der Altarraum wurde durch den Eggenfeldener Künstler und Bildhauer Joseph Michael Neustifter umgestaltet. Dabei schuf er unter anderem den modernen Volksaltar und ließ anstelle des modernen Plattenaltares den Vierzehn-Nothelfer-Altar von Josef Prändl, eines der wenigen erhaltenen Ausstattungsstücke aus der Zeit der Regotisierung, als Hochaltar aufstellen. Außerdem wurden das Kirchengestühl, die Elektroinstallation, die Heizungsanlage, die Bodenplatten innen und das Außenpflaster erneuert.
Im Jahr 1987 wurde der Turm instand gesetzt. 1994 musste wegen Feuchtigkeit im Mauerwerk eine neuerliche Innenrenovierung durchgeführt werden.

## Architektur

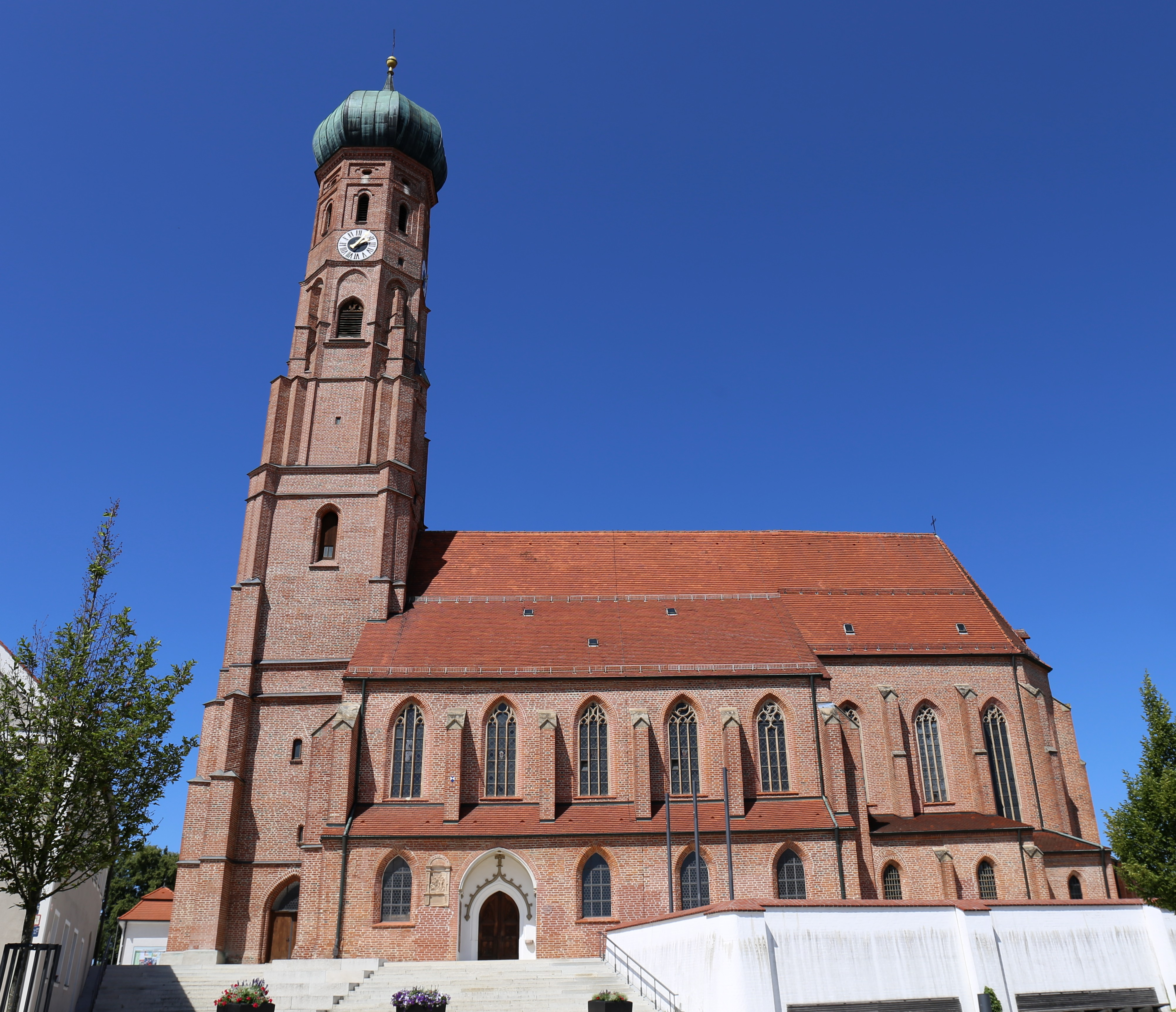
Außenansicht von Süden

### Außenbau
Die imposante Staffelhallenkirche ist einheitlich im Stile der Spätgotik ausgeführt. Sie umfasst ein dreischiffiges Langhaus und einen einschiffigen Chor, der in Breite und Höhe mit dem Mittelschiff übereinstimmt. Der Chor setzt sich aus zwei Langjochen und einem Fünfachtelschluss zusammen. Das Langhaus weist fünf Joche auf. Aus den Seitenschiffen, die jeweils die halbe Breite des Mittelschiffs einnehmen, entspringen zwischen den Strebepfeilern nach außen hin Seitenkapellen bzw. – jeweils im vierten Joch von Osten – Portalvorhallen. Die Höhe des Mittelschiffs entspricht in etwa seiner eineinhalbfachen Breite, was im Vergleich zu anderen Kirchenbauten der Spätgotik eher eine Betonung der Breitenentwicklung, nicht der Höhenentwicklung, bedeutet. Das Mittelschiff ist gegenüber den Seitenschiffen nur um etwa ein Fünftel erhöht, wodurch der Charakter einer Hallenkirche stark betont wird. Insgesamt ist das dreischiffige Langhaus nahezu quadratisch. Die nördlich und südlich an den Chor angebauten Sakristeien erstrecken sich jeweils über zwei Joche. Die südliche Sakristei stammt wohl aus der Erbauungszeit der Kirche, wurde aber in der Barockzeit verändert. Die nördliche Sakristei wurde dagegen erst im 18. Jahrhundert angebaut. Östlich daran schließen sich zwei Kapellen an, die früher den Vierzehn Nothelfern und der Unserer Lieben Frau von Lourdes geweiht waren. Sie wurden Mitte des 19. Jahrhunderts angebaut. Heute werden diese ebenfalls zu Sakristeizwecken genutzt. Gleiches gilt für den 1864 geschlossenen Chorumgang.
Der Außenbau aus unverputztem Backsteinmauerwerk wird durch rechteckige Strebepfeiler gegliedert, deren Stirngiebel im Zuge der Regotisierung im 19. Jahrhundert erneuert wurden. Die Strebepfeiler des Chores sind zweimal abgesetzt. Die Seitenkapellen besitzen keine Strebepfeiler. Der umlaufende Sockel ist viermal abgestuft. Um den Chor zieht sich ein Dachfries, der seit dem 19. Jahrhundert mit neugotischem Maßwerk bemalt ist. Die spitzbogigen Fenster im Chor und in den Seitenschiffen (oberhalb der Seitenkapellen) sind dreibahnig ausgeführt und mit neugotischem Maßwerk verziert. Dieses weist Fischblasenmotive auf. Die Verglasung weist jeweils ein Rechteck-Tapetenmuster auf. In den Seitenkapellen gehen die spitzbogigen Fensteröffnungen in ihrer heutigen Form ebenfalls auf die Mitte des 19. Jahrhunderts zurück. Hier weist die Verglasung jeweils ein Rautenmuster auf. In die drei östlichen Chorfenster wurden 1954/55 moderne Glasmalereien von Heinrich Diermeier eingesetzt. Die zeigen insgesamt fünfzehn Rosenkranzgeheimnisse. Im linken Fenster sind von oben nach unten dargestellt: die fünf Geheimnisse des freudenreichen Rosenkranzes (Verkündigung an Maria, Mariä Heimsuchung, Geburt Christi, Jesu Aufopferung im Tempel, Auffindung des 12-jährigen Jesus im Tempel), zwei Geheimnisse des schmerzhaften Rosenkranzes (Getsemani, Geißelung). Im rechten Fenster sind von unten nach oben zu sehen: die drei übrigen Geheimnisse des schmerzhaften Rosenkranzes (Dornenkrönung, Kreuztragung, Kreuzigung), vier Geheimnisse des glorreichen Rosenkranzes (Auferstehung Jesu Christi, Christi Himmelfahrt, Ausgießung des Heiligen Geistes, Krönung Mariens). Im Mittelfenster, das genau über dem Hochaltar angeordnet ist, wird das vorletzte Geheimnis des glorreichen Rosenkranzes dargestellt: die Himmelfahrt Mariens gemäß dem 1950 von Papst Pius XII. veröffentlichten Dogma. Da dieses Geheimnis das Patrozinium der Stadtpfarrkirche darstellt, ist ihm das zentrale Chorfenster vollständig gewidmet. In die oberen Seitenschifffenster sind jeweils vom zweiten bis zum vierten Joch Medaillons mit Glasmalereien aus dem 19. Jahrhundert eingesetzt. Auf der Nordseite sind (von Ost nach West) der Kirchenvater Hieronymus, der Diözesanpatron Wolfgang und der Kirchenvater Gregor der Große dargestellt, auf der Südseite (von Ost nach West) der Kirchenvater Augustinus, der Diözesanpatron Emmeram und der Kirchenvater Ambrosius. Während die Medaillons der Kirchenväter 1861 von dem Münchner Glasmaler Kaspar Böhm geschaffen wurden, fertigte die Medaillons der Diözesanpatrone 1897 der Regensburger Glasmaler Georg Schneider an. Auf die rückwärtigen Seitenschifffenster, die an die Musikempore angrenzen, sind Spruchbänder mit Zitaten aus dem Psalm 150 gemalt: auf der Nordseite Laudate eum – in chordis et organo (lat. „Lobet ihn – mit Saitenspiel und Orgel“) und auf der Südseite Laudate Dominum – in tympano et choro (lat. „Lobet den Herrn – mit Pauken und Gesang“).

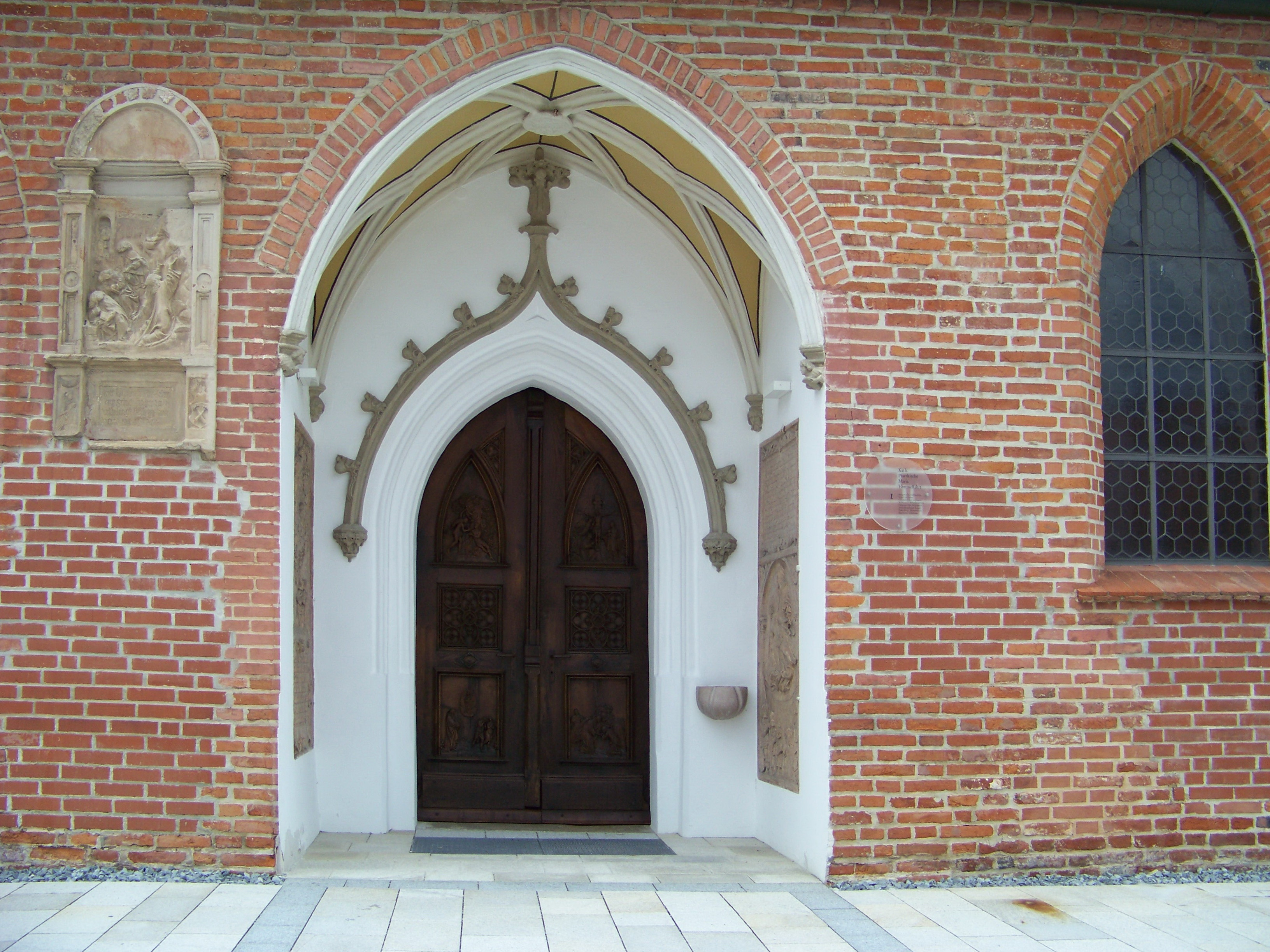
Südportal

Die Portale sind ebenfalls spitzbogig und weisen eine Rundstabprofilierung auf. Das mit geschnitzten Füllungen verzierte Südportal wurde 1872 von dem Vilsbiburger Schreiner Anton Prändl geschaffen. Auf dem linken Türflügel befinden sich zwei Darstellungen aus dem Alten Testament: oben der Sündenfall, unten die Vertreibung aus dem Paradies. Auf dem unteren Bild ist außerdem die Maria Immaculata mit dem Kind dargestellt, die bereits auf die verheißene „neue Kirche“ verweist. Auf dem rechten Türflügel sind entsprechend zwei Darstellungen aus dem Neuen Testament zu finden: oben die Kreuzigung Jesu, unten der verlorene Sohn. Dem Portal ist ein bossenbesetzter Kielbogen aufgesetzt. Der Öffnungsbogen der südlichen Portalvorhalle schließt nach oben hin mit einer Stirnrippe im Spitzbogen ab. Wimperg, Krabben, Maßwerk, Figuren und Baldachine kamen bei der Regotisierung der Kirche neu hinzu.

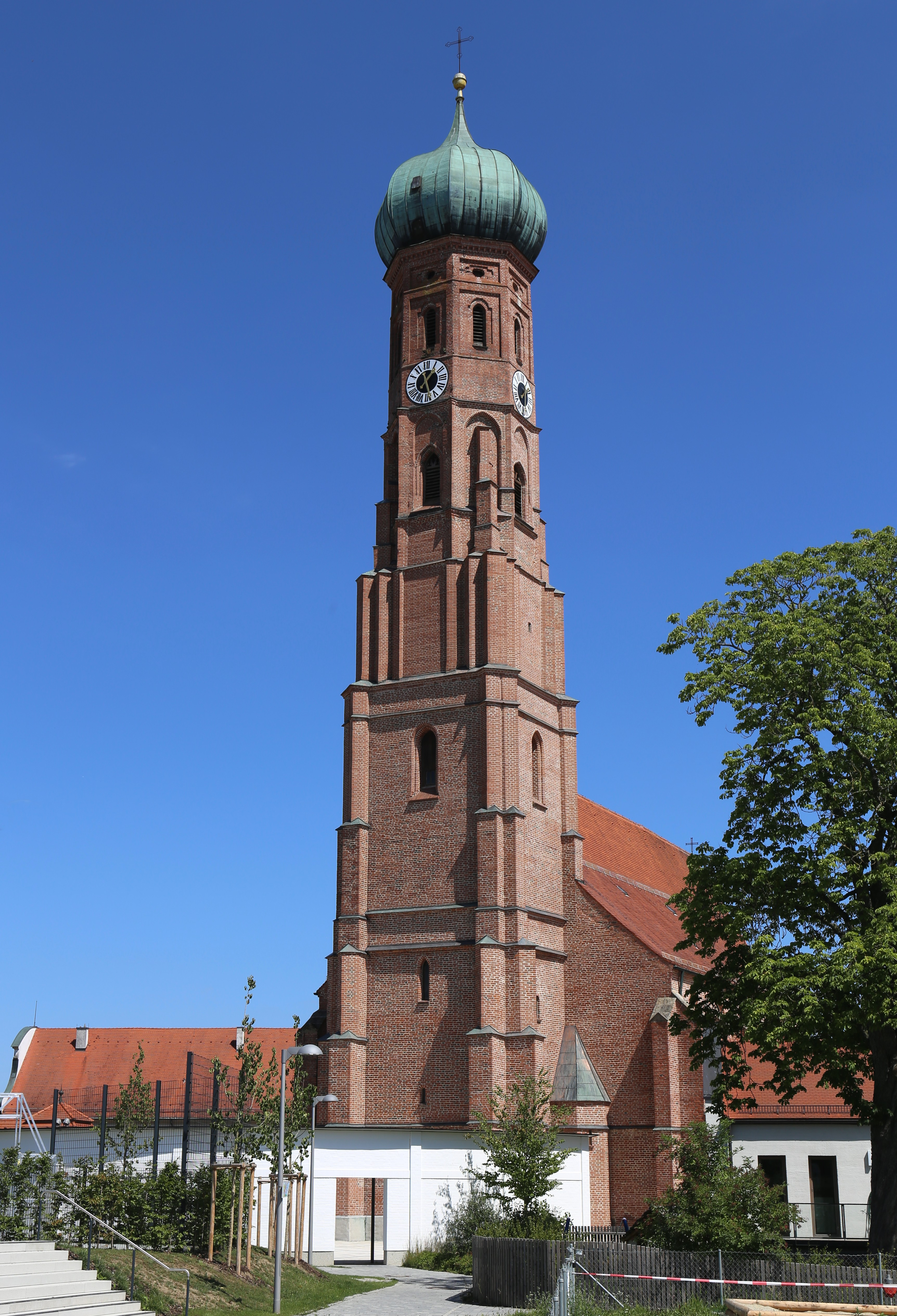
Turm

Der in der Mittelachse ausspringende, rund 75 Meter hohe Westturm erinnert stark an die beiden Türme der Münchner Frauenkirche. Seine Erbauung nahm wohl das gesamte 15. Jahrhundert in Anspruch. Er besitzt annähernd die Breite des Mittelschiffs und enthält im Erdgeschoss eine Vorhalle, die im Norden und im Süden jeweils ein Portal aufweist. Diese besitzen ein doppelt gefastes Gewände und schließen nach oben hin im Spitzbogen ab. Im Inneren der Vorhalle befindet sich ein spätgotisches Sternrippengewölbe mit rundem Schlussstein. Der Turm erhebt sich in zwei quadratischen und drei achteckigen Geschossen, die mit Ausnahme des obersten alle in die Spätgotik zu datieren sind. Die vier spätgotischen Geschosse werden durch rechteckige, teils übereck stehende Strebepfeiler gegliedert. Diese sind in den beiden quadratischen Geschossen jeweils mittig einmal abgesetzt. Besonders reich verziert ist das untere Achteckgeschoss. Hier vermitteln übereck stehende Streben mit flankierenden Dreieckslisenen den Übergang vom Viereck zum Achteck. Die Anordnung wird durch Eckvorlagen zusätzlich hervorgehoben. Insgesamt handelt es sich dabei um eine für die Entstehungszeit beachtenswerte künstlerische Lösung des Übergangsproblems. Die Geschosse werden im quadratischen Unterbau durch gepaarte, im achteckigen Oberbau durch einfache Wasserschlaggesimse getrennt. Das obere Quadratgeschoss weist hohe, spitzbogige Fensteröffnungen auf, das mittlere Achteckgeschoss ebensolche Schallöffnungen. Letztere sind von Spitzbogenblenden, auf der Ostseite von einer Stichbogenblende umrahmt. Das oberste Turmgeschoss wird durch Lisenen und Rundfenster aus der Barockzeit gegliedert. Den Abschluss bildet eine barocke Zwiebelkuppel, die ursprünglich geschindelt war, heute jedoch mit Kupferblech gedeckt ist. Anlässlich der Außenrenovierung von 1960 erhielten außerdem alle Gesimse und Öffnungen eine Abdeckung aus diesem Werkstoff.
Besondere Beachtung verdienen der Turmaufgang und das architektonische Innenleben des Turmes. Der Aufstieg verläuft zunächst in Form einer gemauerten Wendeltreppe in einem kleinen Anbau im Winkel zwischen Turm und südlichem Seitenschiff. Dieser reicht bis auf die Höhe der Empore innen. Daraufhin führt ein spitzbogig gewölbter Gang in der Mauerstärke zu einer weiteren, aus Holz errichteten Wendeltreppe im Inneren des Turmes. Ihre Spindel ist eine Rundsäule mit einem Durchmesser von etwa 30 Zentimetern. Sie endet mit einem im Bogen ausladenden, sechsseitigen Kämpfer. Das Mantelgewände der Wendeltreppe geht dagegen oben ohne Vermittlung in eine nach innen gebogene Fläche über, sodass ein ringsum laufendes Spitzbogengewölbe entsteht. Beim Einstieg in den Dachboden des Langhauses, knapp unterhalb des Übergangs zum Oktogon, beginnt wiederum eine gemauerte, einmal abgesetzte Wendeltreppe. Diese befindet sich in einem schwach hervortretenden, dreieckigen Anbau, der sich entlang der Ostseite der beiden unteren Achteckgeschosse erhebt. Diese Wendeltreppe besitzt eine sehr schlanke Spindel mit einem Durchmesser von nur etwa 10 Zentimetern und reicht bis zur unteren, der älteren der beiden Glockenstuben. Der Raum im oberen Quadratgeschoss, in dem bereits der Übergang zum Achteck entwickelt ist, besitzt auf der Nord-, West- und Südseite jeweils eine rechteckige Fensternische, die mittels einer eingezogenen Kulissenmauer und einer spitzbogigen Durchgangsöffnung gebildet wird. Der Raum im unteren Achteckgeschoss, also unterhalb der älteren Glockenstube, weist ein achtseitiges Kappengewölbe auf.

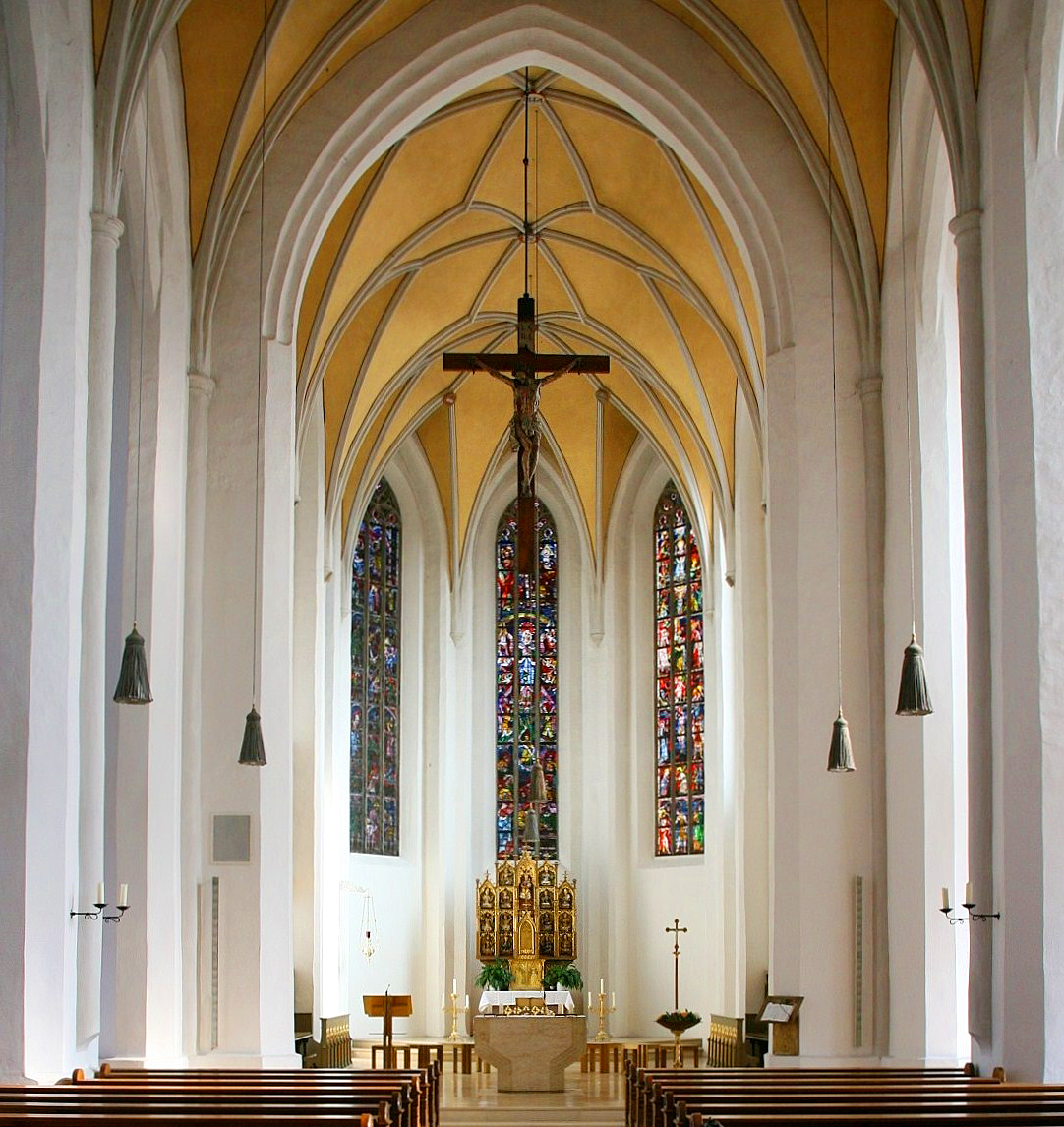
Mittelschiff gegen Osten

### Innenraum
Chor und Langhaus werden von spätgotischen Netzrippengewölben in unterschiedlichen Figurationen überspannt. Die weiß getünchten Rippen heben sich kontrastierend von den gelben Gewölberücklagen ab. Diese wurde bei der Renovierung von 1978/79 durch den Kirchenmaler Hugo Preis aus Parsberg nach dem spätgotischen Originalbefund wiederhergestellt.
Das Chorgewölbe ruht auf rechteckigen, an den Kanten gefasten Wandpfeilern und ebensolchen, spitzen Schildbögen. Die gekehlten und an den Kopfkanten abgeschrägten Rippen weisen eine unregelmäßige vierteilige Rautenfiguration auf. Sie entspringen aus profilierten Halbkreiskonsolen, denen zum Teil Wappenschilde vorgelegt sind. An den Scheitelpunkten des Gewölbes und an den drei östlichen Rippenkreuzungen befinden sich verschieden große, runde, tellerförmige Schlusssteine. Der größte Schlussstein am Scheitelpunkt des Chorschlusses trägt ein bemaltes Relief der Mutter Gottes mit dem Kind. Den übrigen Schlusssteinen sind bemalte Wappenschilde aufgelegt. Dabei handelt es sich um die Wappen Bayerns, Sachsens und Polens, die für Herzog Georg den Reichen von Landshut, seine Mutter Amalia von Sachsen und seine Gattin Jadwiga von Polen stehen. Die Einwölbung des Chorraums kann somit in die Regierungszeit Georgs, also in die Zeit von 1475 bis 1502, datiert werden. An den übrigen beiden Schlusssteinen sind ein Biberwappen, das – basierend auf einer irrigen Etymologie – für Vilsbiburg steht, und die Jahreszahl 1414, die möglicherweise an den Baubeginn erinnert, zu sehen. Der hohe, spitze Chorbogen vermittelt den Übergang zum Langhaus. Er ist im unteren Teil an den Kanten abgeschrägt und im Bogen doppelt gekehlt.

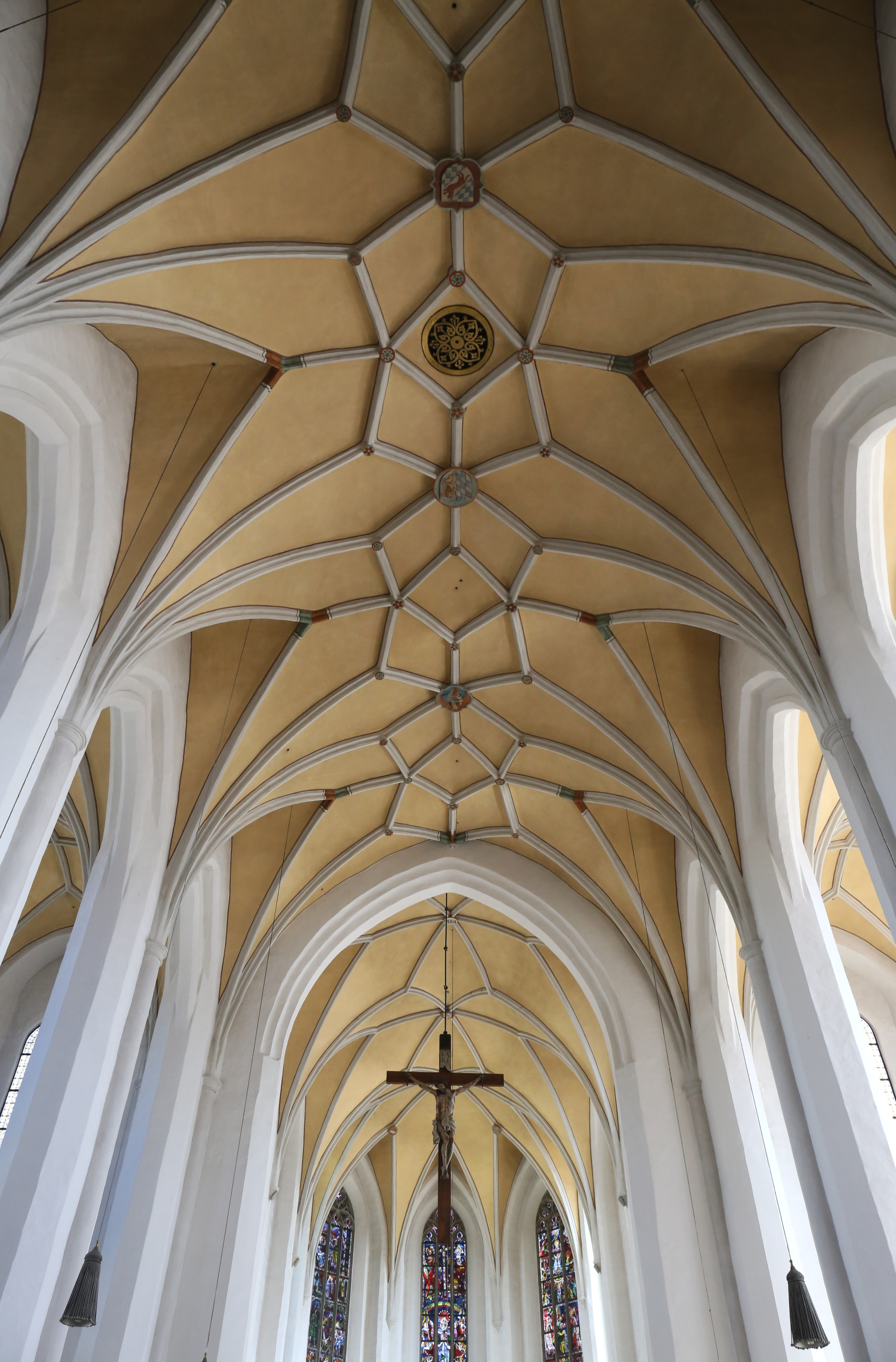
Mittelschiffgewölbe

Die drei Schiffe des Langhauses werden durch gedrungene, rechteckige, an den Kanten abgeschrägte Binnenpfeiler und spitze Scheidbögen separiert, deren Schrägseiten mit einer Hohlkehle zwischen Fasen profiliert sind. Jeweils auf der Nord- und Südseite sind den Pfeilern halbe Runddienste mit einfach profilierten Halbkreiskapitellen vorgelegt. Derartige Dienste befinden sich auch an den Umfassungsmauern. Sie dienen zur Aufnahme der Gewölberippen, die das gleiche Profil wie im Chor besitzen. Sie sind in der sogenannten Wechselberger-Figuration ausgebildet – benannt nach dem gleichnamigen Baumeister, der diese erstmals um 1477 in Heiligkreuz bei Burghausen und später beispielsweise bei der 1496 vollendeten Pfarrkirche St. Michael in Reisbach zur Anwendung brachte. Daher dürfte auch das Langhaus erst gegen Ende des 15. Jahrhunderts fertiggestellt worden sein. Am Scheitel des Mittelschiffgewölbes befinden sich vier große, tellerförmige Schlusssteine. Der östliche besitzt die Form eines Vierpasses mit ausspringenden Ecken und trägt ein bemaltes Relief der Mutter Gottes mit Kind, ähnlich dem im Chor. Die übrigen Schlusssteine am Mittelschiffgewölbe tragen wiederum bemalte Wappenschilde: der Panther und Rauten für Niederbayern, der Biber für Vilsbiburg und der Ring für den ortsansässigen Bürgersohn und Spitalstifter Kaspar Westendorfer. Die Schlusssteine in den Seitenschiffen sind sehr klein und weisen eine runde Form auf. Sie sind mit aufgemalten Rosetten verziert.
Bei den Seitenkapellen blieben die Gewölbe lediglich im westlichen Joch in ihrer ursprünglichen Form erhalten. Die birnstabförmigen Rippen ruhen hier teils auf Schildkonsolen, teils – an der Stirnseite dieser Kapellen – auf Kopfkonsolen, die in der Nordkapelle mit je mit einem leeren Spruchband, in der Südkapelle je mit einem Wappenschild verziert sind. Am Scheitelpunkt der Gewölbe befinden sich je zwei Schlusssteine. Diese sind in der Nordkapelle schildförmig, wobei einer das Reliefwappen der Adelsfamilie Überacker trägt. In der Südkapelle sind die runden Schlusssteine mit aufgelegten Schilden verziert. Beide Kapellen öffnen sich in ihrer vollen Breite spitzbogig zu den Seitenschiffen hin. An den Stirnseiten befinden sich Schildrippen, die sich im Bogenscheitel überschneiden. Die übrigen Seitenkapellen wurden barock verändert. Dabei wurden die spätgotischen Rippengewölbe bis auf einige birnstabförmige Schildrippen entfernt. Die Fehlstellen wurden bei der Regotisierung Mitte des 19. Jahrhunderts ergänzt. Die vierte Seitenkapelle (von Osten) auf der Nordseite wurde damals als Vorhalle für das neu geschaffene Nordportal ausgebaut. Ihr entspricht im vierten Joch der Südseite die spätgotische Portalvorhalle, in der noch das ursprüngliche Netzgewölbe mit birnstabförmigen Rippen erhalten ist. Letztere entspringen aus Kopfkonsolen, die teils mit Wappenschilden besetzt sind. Der Schlussstein zeigt ein Brustrelief Mariens.

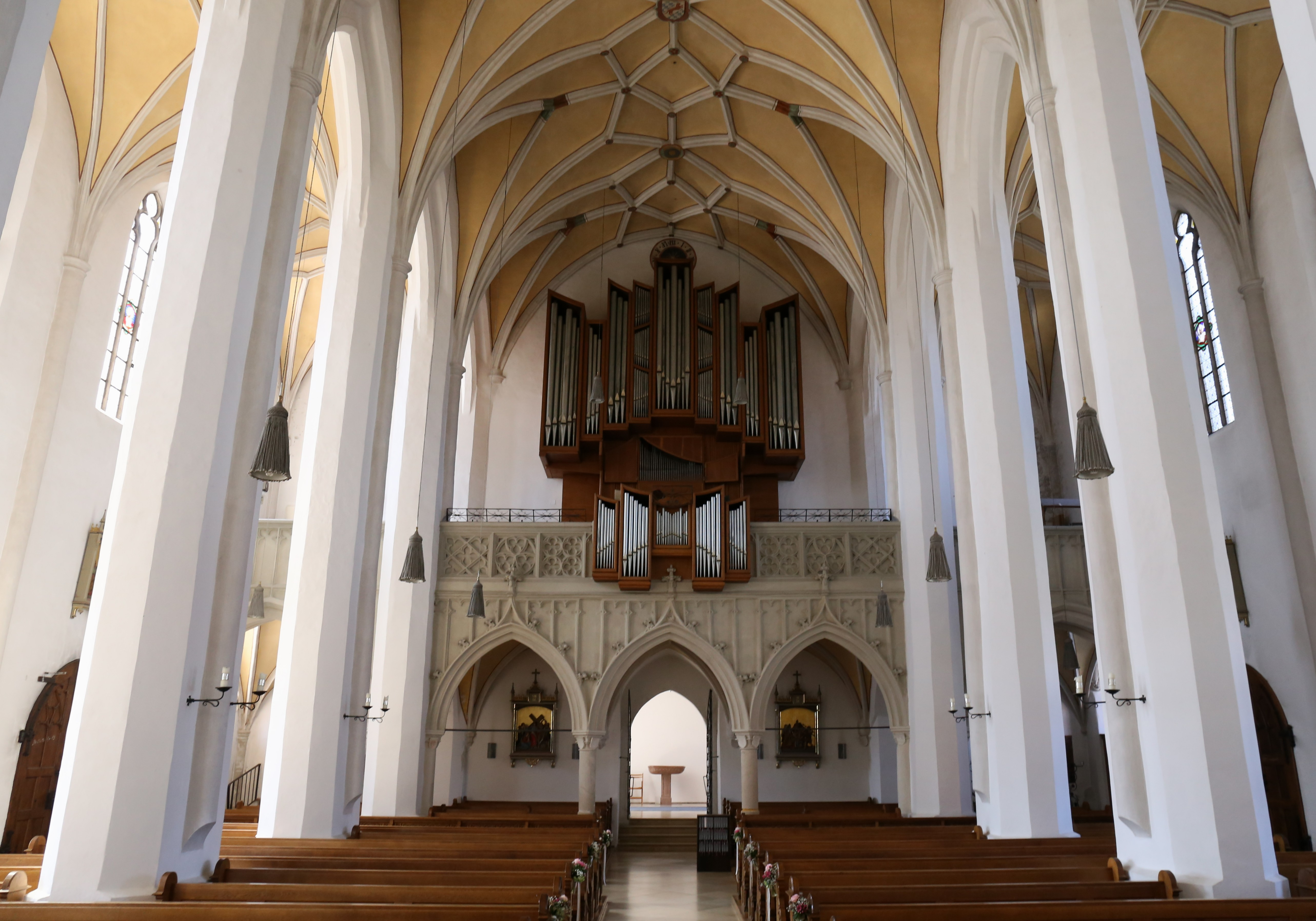
Mittelschiff gegen Westen

Die Westempore des Mittelschiffs füllt das westliche Joch komplett aus und ist dreischiffig unterwölbt. Sie ruht auf zwei schlanken, runden Binnenpfeilern. Diesen entsprechen an den Seiten zwei halbrunde Dienste an den Pfeilern, die das Mittelschiff von den Seitenschiffen trennen. Die Dienste setzen sich oberhalb der Empore als Dienste für das Langhausgewölbe fort. Die beiden Emporenpfeiler und die beiden Dienste weisen viereckige, profilierte Kämpfer auf, deren Seiten mit Schilden besetzt sind. Auf der Rückseite entspringen aus den Kämpfern Halbkreiskonsolen mit dem gleichen Profil. An der Westwand des Mittelschiffs befinden sich gleichartige Konsolen. Die Rippenfiguration des Netzgewölbes unter der Empore entspricht der der Seitenschiffe, wobei die Rippen birnstabförmig und die Schlusssteine rund ausgeführt sind. Die Stirnbögen sind spitz und mit Rundstäben zwischen Hohlkehlen profiliert. Die Stirnmauer weist Maßwerkblenden auf. Die mit Bossen und Kreuzblumen verzierten Kielbogenaufsätze über den Stirnbögen wurden 1867 von dem Landshuter Steinmetz Johann Baptist Holz neu aus Gipsguss angefertigt. Gleiches gilt für die Figuren mit Baldachinen und die mit Maßwerk verzierte Emporenbrüstung. Die Fortsetzungen der Empore in den beiden Seitenschiffen gehen ebenfalls auf die Regotisierung Mitte des 19. Jahrhunderts zurück. Sie sind einfacher als das Mittelstück gestaltet.
In den beiden Sakristeien wurden die Konsolen und Rippen des ursprünglichen, spätgotischen Netzgewölbes entfernt, wodurch jeweils eine Art Tonnengewölbe entstand. Ein Gurtbogen auf gefasten Wandpfeilern trennt jeweils die beiden Joche. Die Gewölbeflächen sind mit barockem Rahmenstuck verziert.

## Ausstattung

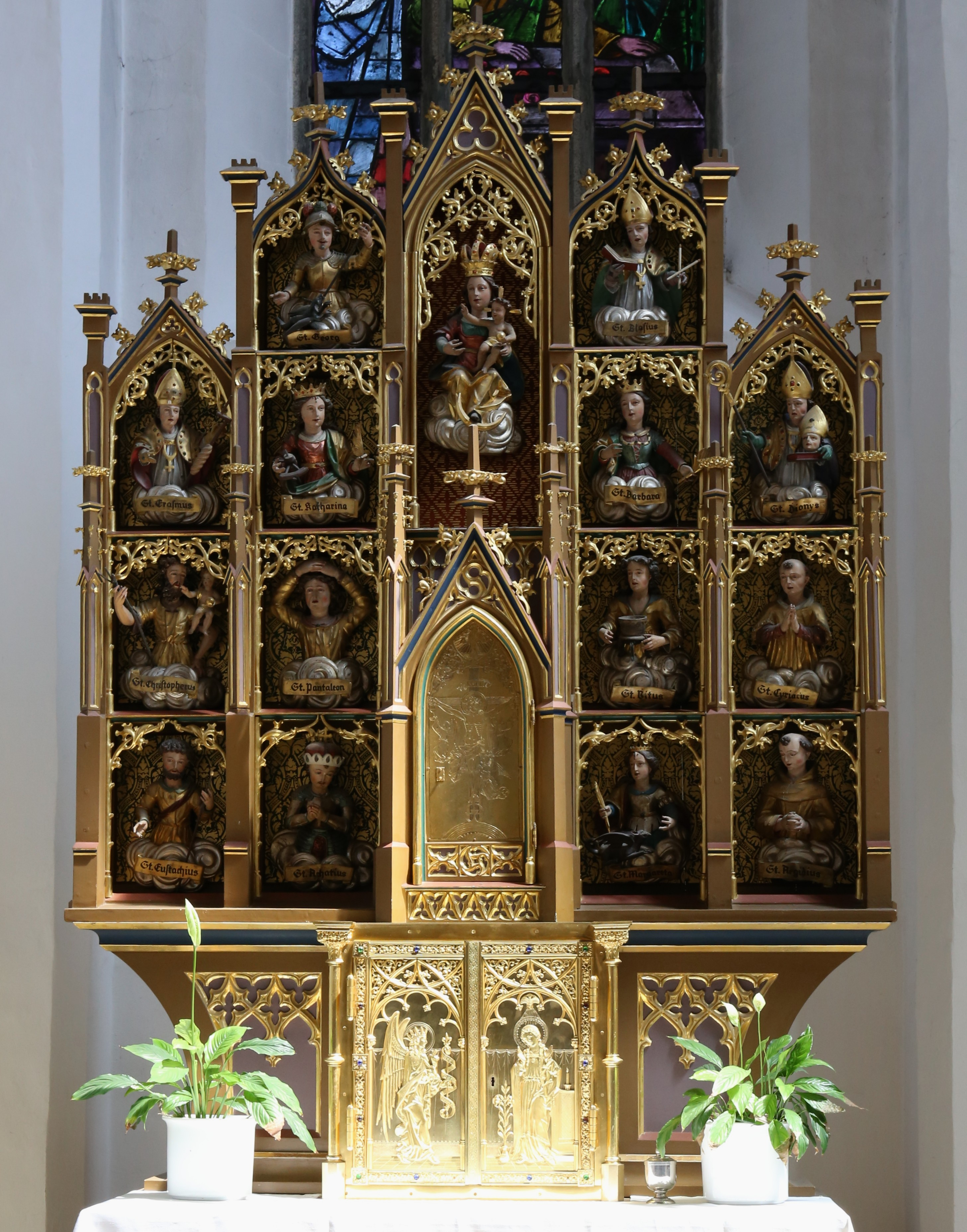
Hochaltar

### Chorraum
Der heutige Hochaltar der Kirche ist eine Kompilation aus dem Prändl'schen Vierzehn-Nothelfer-Schrein von 1876, dem Petz'schen Tabernakel von 1855 und einem später gemauerten Stipes zusammen. Die Zusammenstellung der ursprünglich nicht zusammengehörigen Teile des Hochaltares erfolgte im Zuge der Renovierung von 1978/79. Der fünfteilige Schrein und der Tabernakel zählen zu den wenigen erhaltenen Stücken der neugotischen Ausstattung aus der zweiten Hälfte des 19. Jahrhunderts. Über dem Tabernakel befindet sich eine spitzbogige, von drei Kreuzblumen bekrönte Aussetzungsnische. Darüber ist eine hohe spitzbogige Figurennische angeordnet, die eine Halbfigur Mariens mit dem Kind enthält. Diese ist – wie auch die Halbfiguren der vierzehn Nothelfer – auf einer Wolkengruppe angeordnet und – wie auch die benachbarten Nischen – mit Kreuzblumen bekrönt. Alle Halbfiguren wurden in der Barockzeit geschaffen und wurden 1876 in den Prändl'schen Schrein integriert. Die Halbfiguren der Nothelfer sind zu beiden Seiten der Mittelachse in je zwei Reihen angeordnet wie folgt:
|                     | St. Georg       |                     | St. Blasius     |              |
| St. Erasmus         | St. Katharina   | Maria mit dem Kind  | St. Barbara     | St. Dionys   |
| St. Christophorus 0 | St. Pantaleon 0 |                     | St. Vitus       | St. Cyriacus |
| St. Eustachius      | St. Achatius    | Aussetzungsnische 0 | St. Margareta 0 | St. Ägidius  |

Bei der Renovierung von 1978/79 wurde nicht nur der heutige Hochaltar zusammengestellt, sondern auch der Altarraum grundlegend umgestaltet. Der moderne Volksaltar wurde von dem Bildhauer Joseph Michael Neustifter aus Eggenfelden geschaffen.
An der Nordwand des Chores ist eine versilberte Ewiglichtampel angebracht, die 1742 von dem Münchner Goldschmied Joseph Friedrich Canzler geschaffen wurde. Neben dem Eingang zur nördlichen Sakristei wurde 1948 bei Restaurierungsarbeiten ein spätgotisches Wandfresko wiederentdeckt, freigelegt und konserviert. Es stellt das Martyrium des heiligen Sebastian dar. Das Gemälde enthält den Namen des Stifters Heinrich Ersinger und die Jahreszahl 1446. Möglicherweise wurde das Fresko jedoch erst 1456 geschaffen und die Jahreszahl bei der Restaurierung fehlerhaft ergänzt.
Außerdem ist im Chor ein spätgotisches Holztafelgemälde aus der Zeit um 1500 zu finden, das Christus und die zwölf Apostel zeigt. Das querrechteckige Gemälde diente früher als Teil einer Altarverkleidung am Antependium. Ein weiteres, in Öl auf Leinwand gemaltes Bild zeigt die Mutter Gottes mit dem Kind. Das barocke Gemälde von 1749 ist die Kopie eines spätgotischen Gnadenbildes, das wohl 1449 geschaffen wurde. Maria, die mit Krone und mit einem langen weißen Gewand bekleidet dargestellt ist, steht auf der Mondsichel. In der Linken trägt sie das nur mit einem Lendentuch bekleidete Kind, das einen Vogel in seinen Händen hält. Maria reicht ihm mit der Rechten einen Apfel. Seitlich ist eine Vase mit einer hoch aufragenden Lilie angeordnet; daher wird die Darstellung als „Maria Lilgen“ bezeichnet.

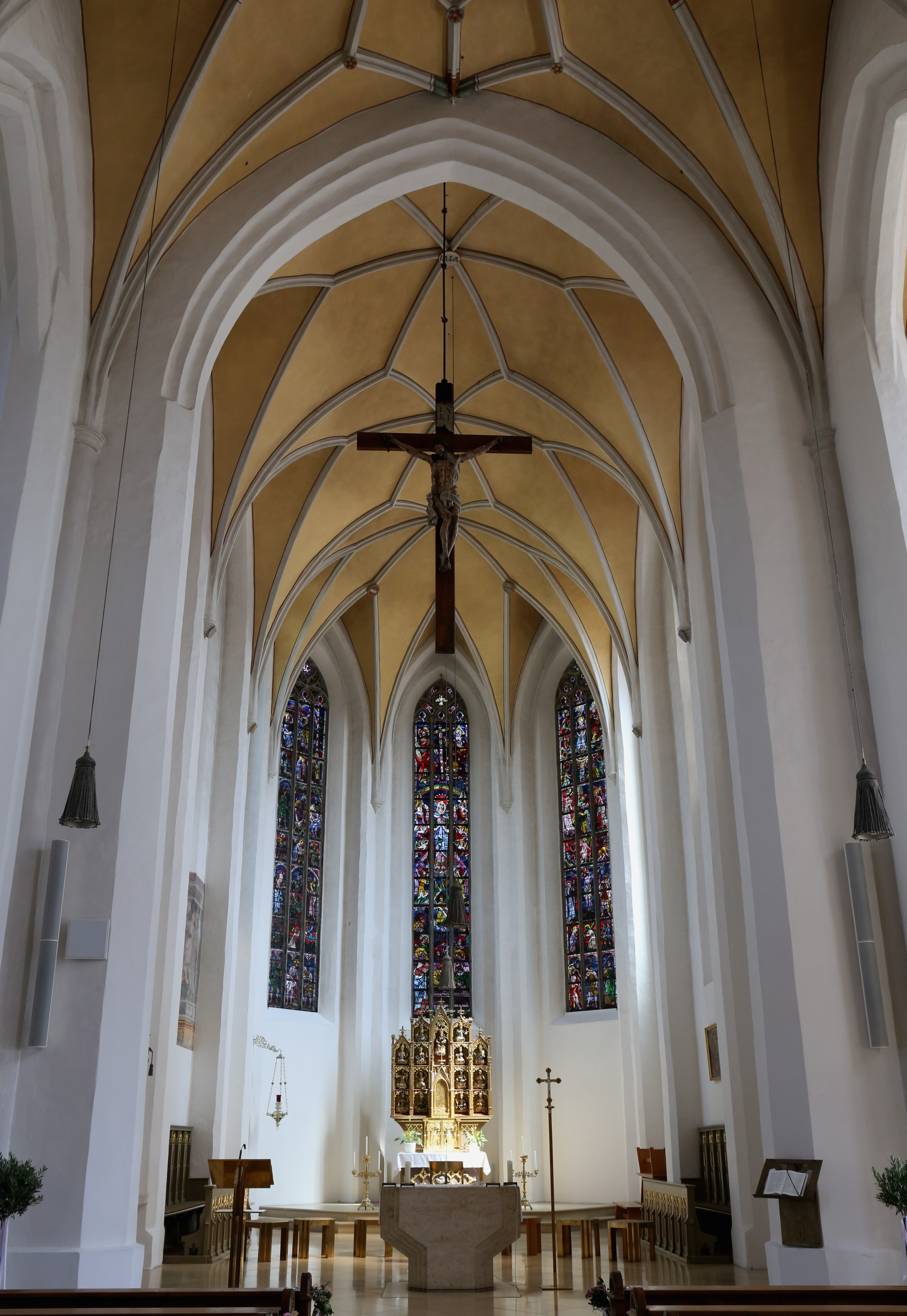
Blick in den Altarraum
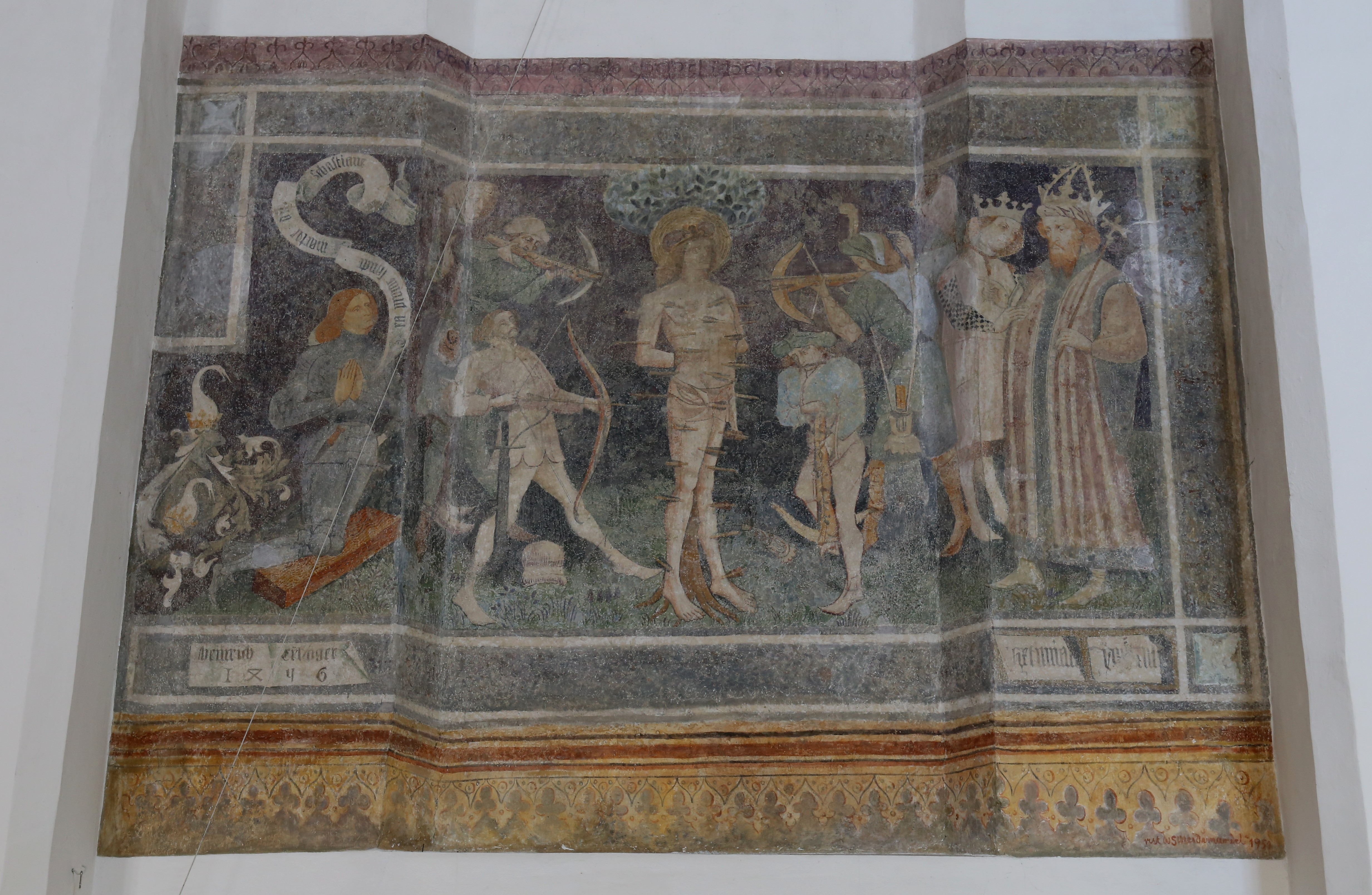
Spätgotisches Wandfresko vom Martyrium des hl. Sebastian (1446 oder 1456)
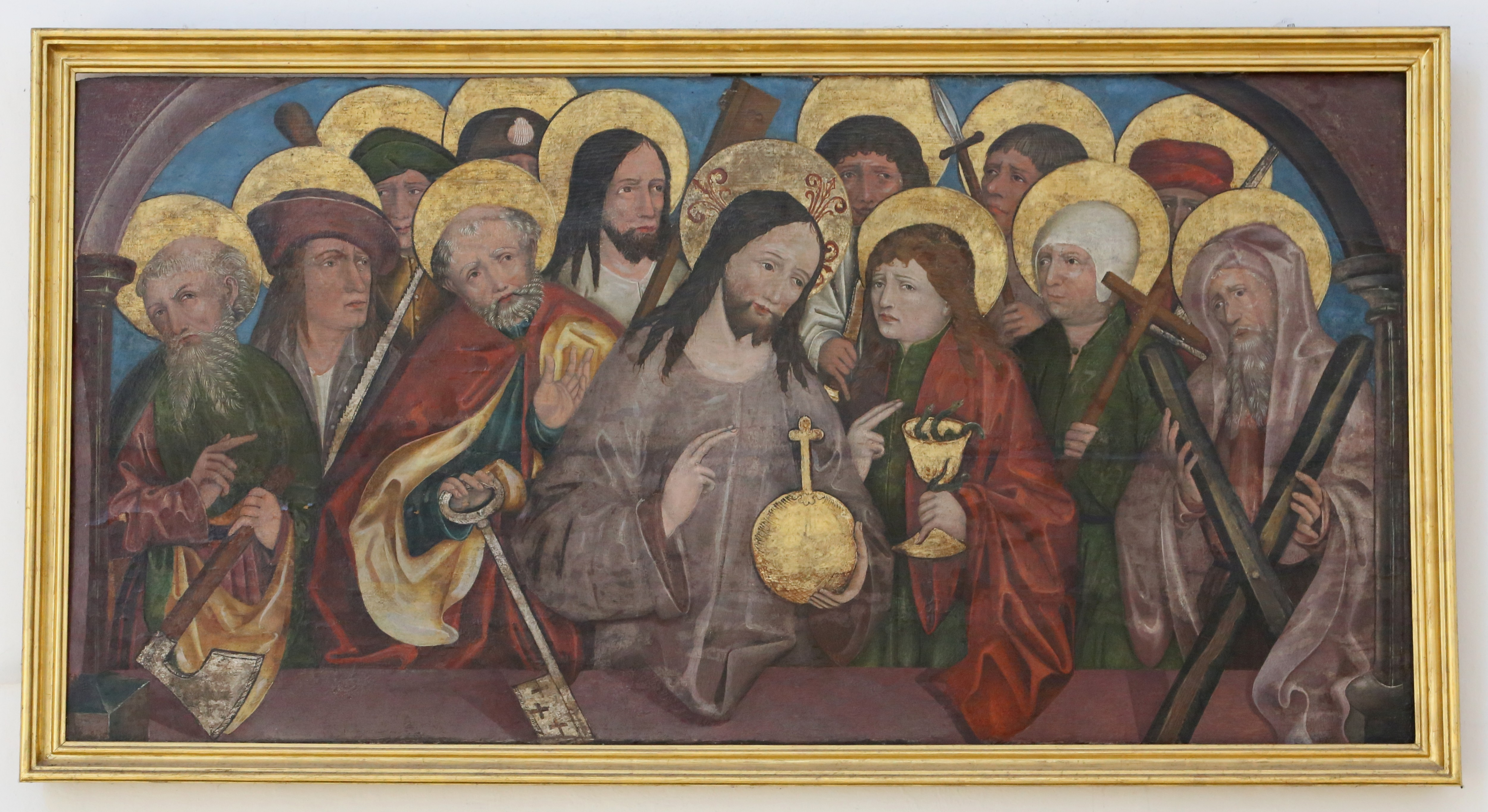
Spätgotisches Tafelbild von Christus und den zwölf Aposteln (um 1500)
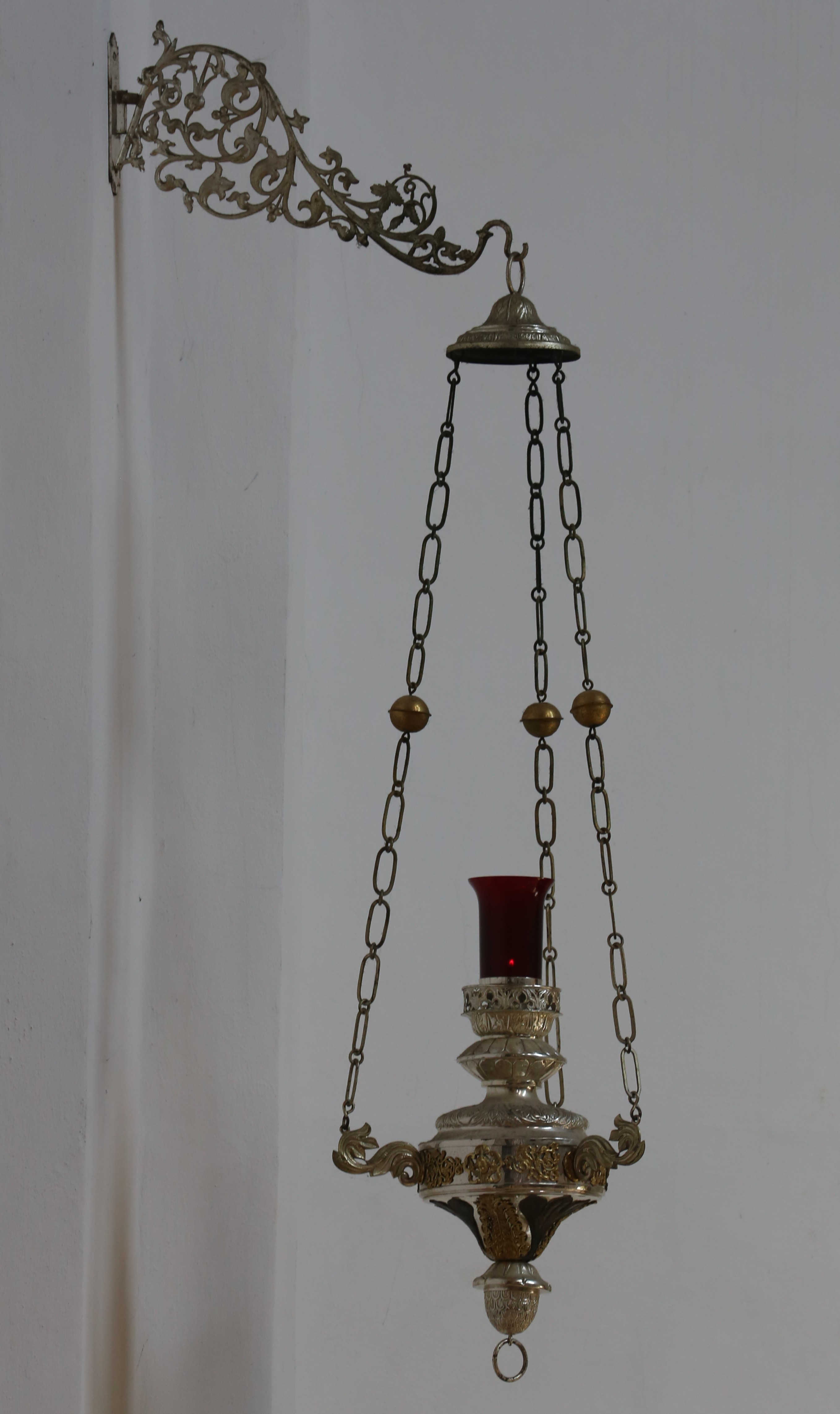
Barocke Ewiglichtampel (1742)
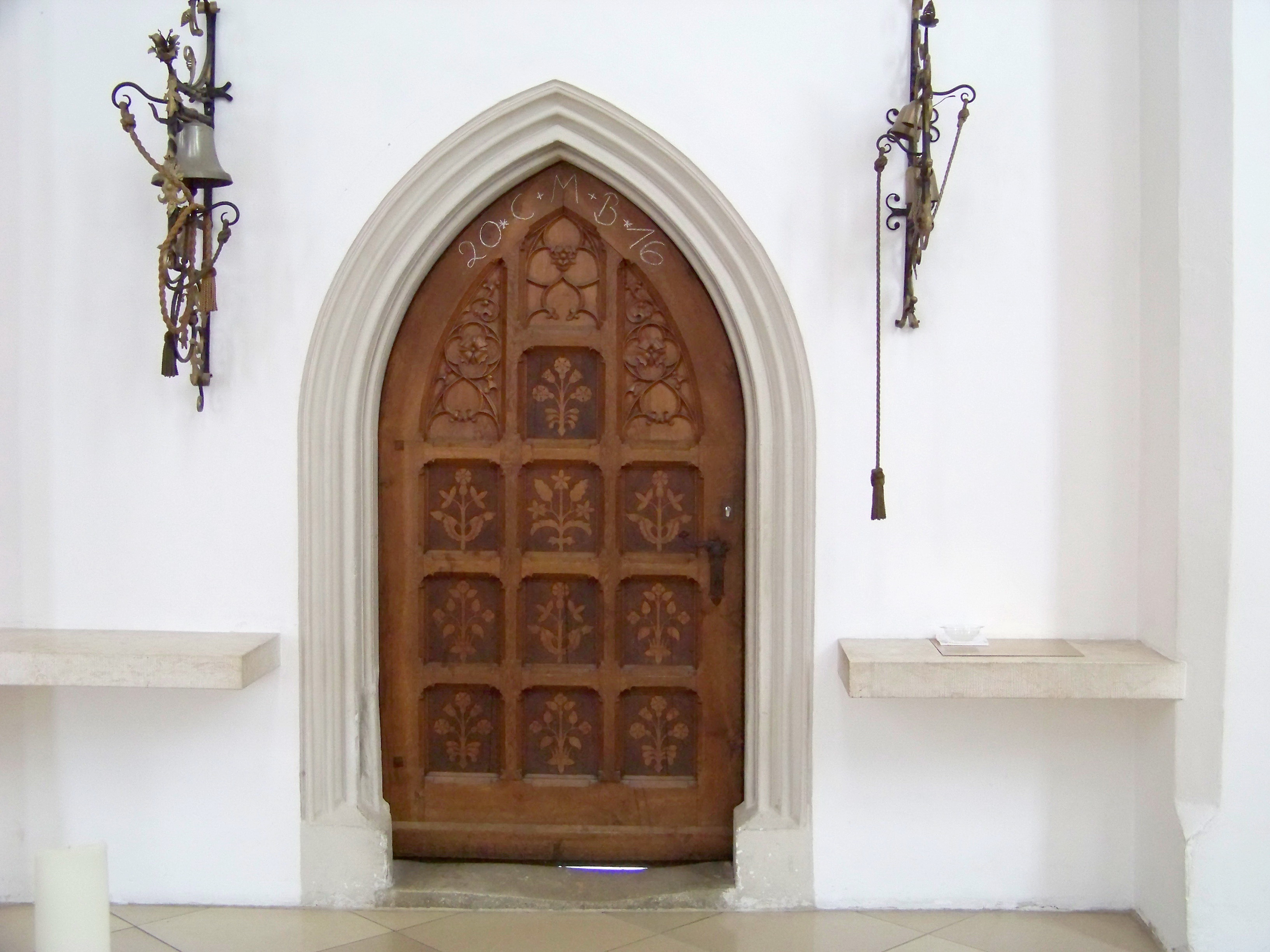
Südliche Sakristeitür (1868)

### Langhaus
Die Seitenaltäre sind an den östlichen Stirnwänden der Seitenschiffe aufgestellt. Auf der Mensa des südlichen (rechten) Seitenaltares befindet sich ein neugotischer Reliquienschrein von 1894. Dieser ist aus Metall gearbeitet und enthält Gebeine des römischen „Katakombenheiligen“ Honoratus. In den spitzbogig geschlossenen Nischen auf der Vorderseite des Schreins sind Reliefs dreier Heiliger zu finden. Die Darstellung des heilgen Honoratus (Mitte) wird von dem Regensburger Diözesanpatron Wolfgang (links) und der Eichstätter Diözesanpatronin Walburga (rechts) flankiert. Anstelle eines Retabels ist darüber ein ehemaliges Chorbogenkruzifix vom Viernageltypus angeordnet. Dieses wird von bemalten Holzfiguren der heiligen Maria und des „Lieblingsjüngers“ Johannes flankiert, wodurch die Komposition zur Kreuzigungsgruppe wird. Die beiden Figuren wurden um 1780 für eine ehemals an der nördlichen Friedhofsmauer stehende Kapelle geschaffen. Sie werden dem Vilsbiburger Bildhauer Michael Wagner zugeschrieben. Über der Mensa des nördlichen (linken) Seitenaltares ist eine spätgotische, bemalte und vergoldete Holzfigur Mariens mit dem Kind auf einer Konsole angeordnet. Der Mantel weist einen für die Entstehungszeit bemerkenswerten, bewegten Faltentwurf auf und wird am unteren Ende von zwei Engeln gehalten. Die Figur ist von einem Strahlenkranz hinterfangen. Die Pfarrei erhielt sie 1954 von der Spitalverwaltung.
Neben dem nördlichen Seitenaltar ist im Zuge der Renovierung von 1978/79 der spätgotische Taufstein von 1523 aufgestellt worden. Der massige, profilierte Schaft entwickelt sich durch eine große Kehle zu einem Becken mit zwölf konkav eingezogenen Seiten. Der Stein ist aus rotem Marmor gearbeitet. Er ist rund 0,95 Meter hoch und besitzt einen Durchmesser von etwa 1,00 Meter. Die moderne Bronzeplastik auf dem Deckel, die 1980 von Joseph Michael Neustifter geschaffen wurde, stellt Johannes den Täufer dar. Dieser trägt im linken Arm das Lamm, das Jesus Christus symbolisiert. Das Kreuz, das Johannes mit der rechten Hand umfasst, verweist bereits auf die Passion Jesu. Der neugotische Kreuzwegzyklus von 1866 ist in den nunmehr als Beichträumen gestalteten Seitenkapellen angebracht. In der zweiten Seitenkapelle (von Osten) auf der Südseite befindet sich, passend zu der darüber angeordneten Kreuzwegstation, auf einer Konsole die spätgotische Holzskulptur Christus in der Rast.

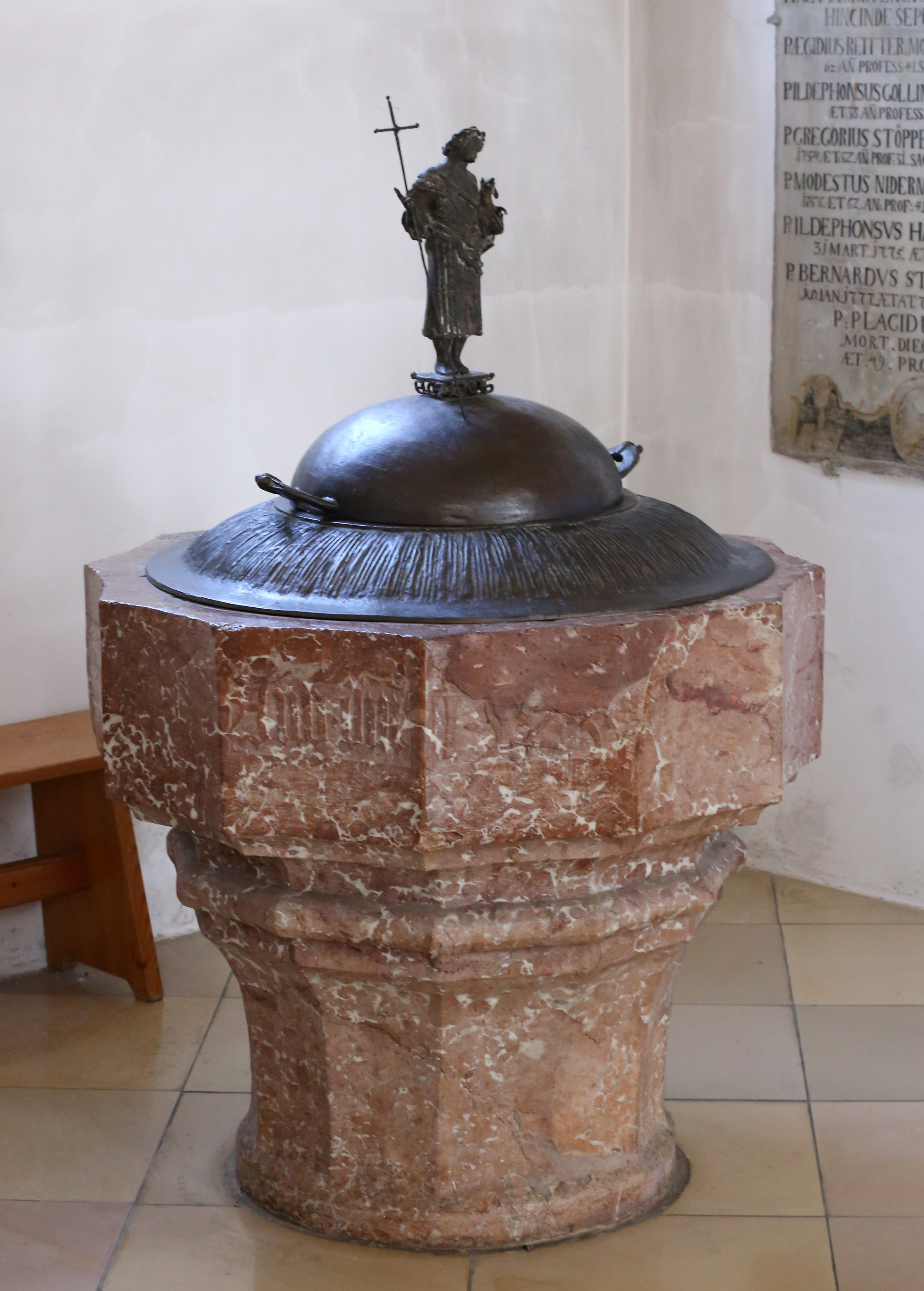
Spätgotischer Taufstein (1523) mit modernem Bronzedeckel (1980)
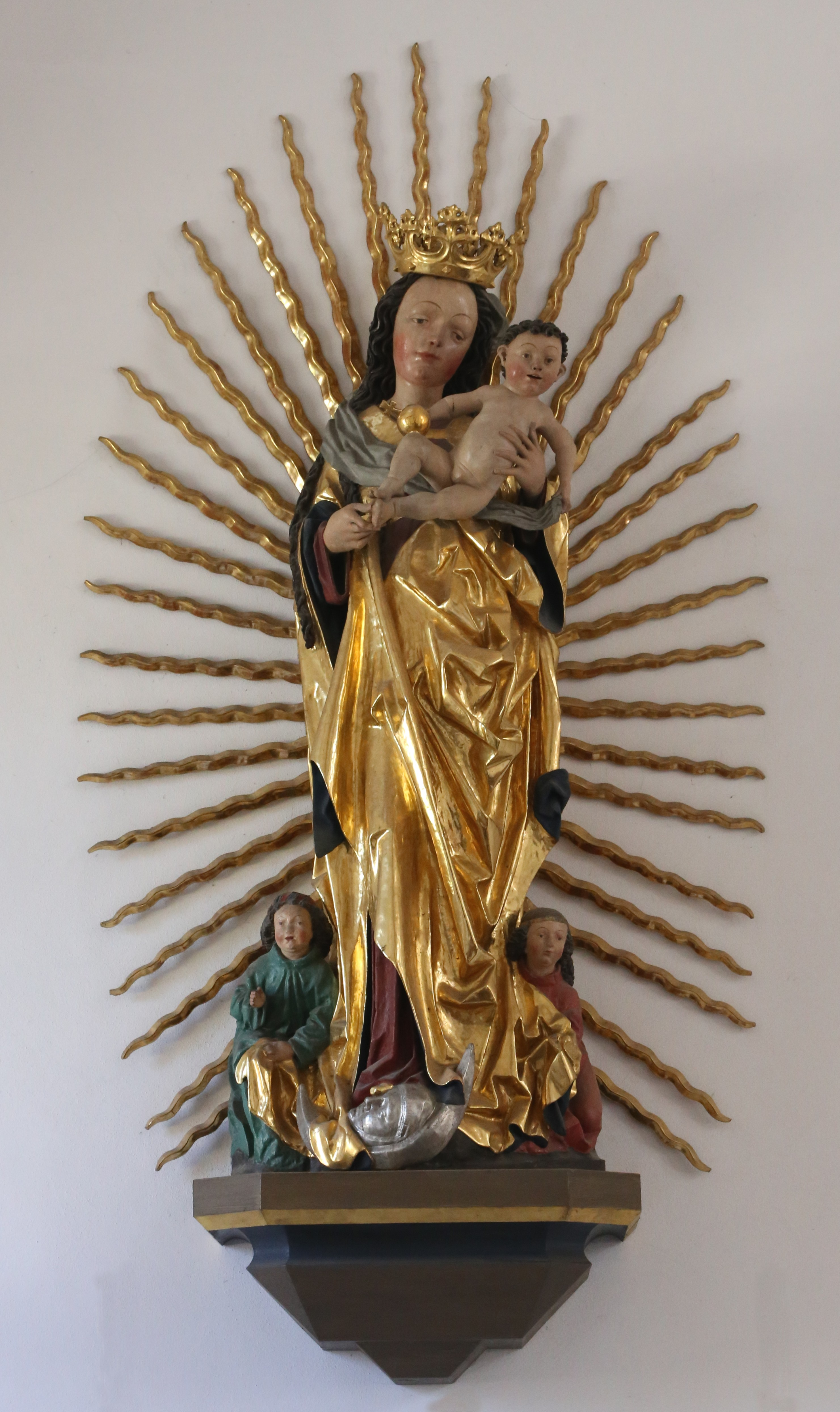
Spätgotische Strahlenkranzmadonna am nördlichen Seitenaltar
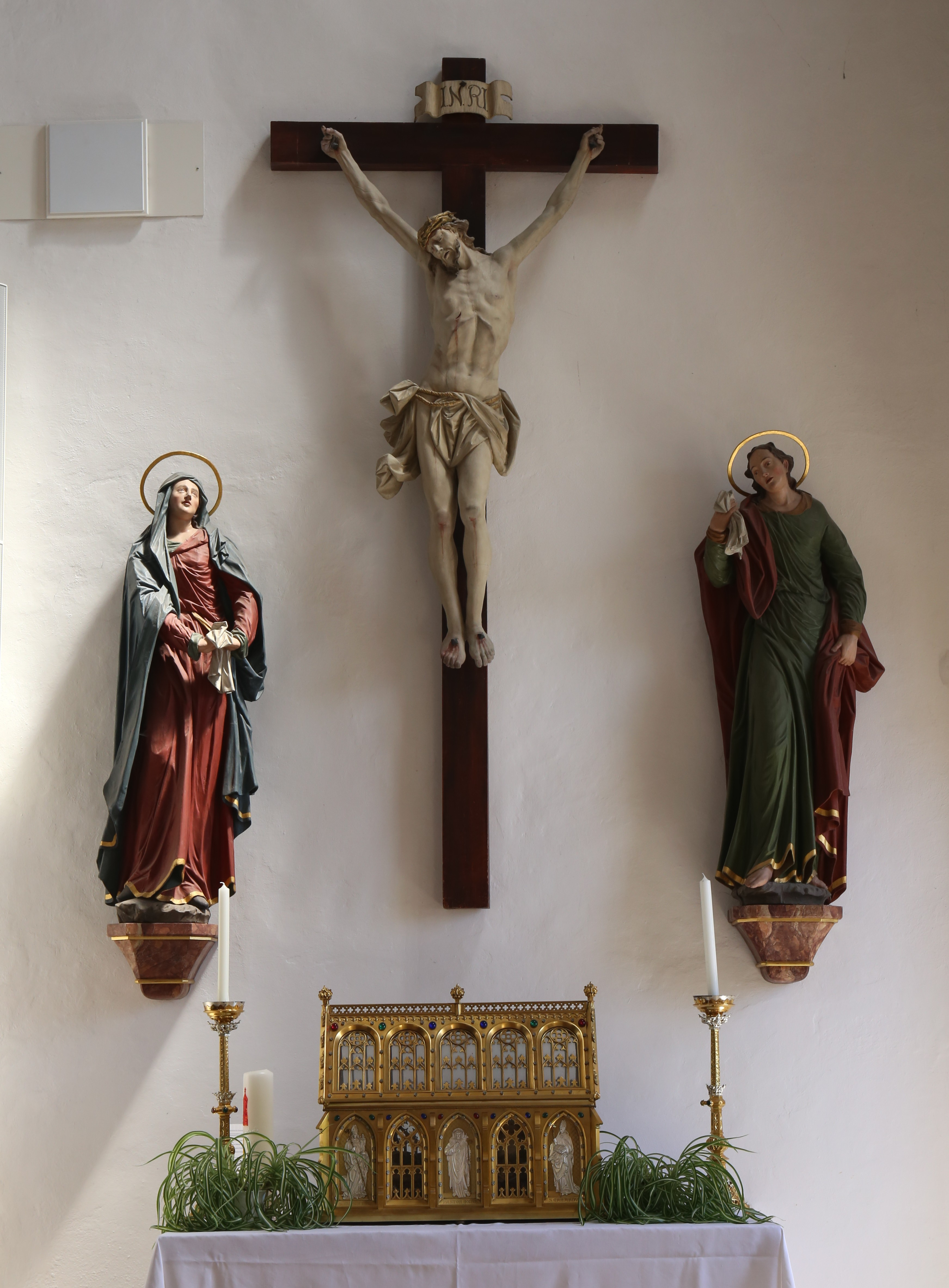
Südlicher Seitenaltar mit neugotischem Honoratus-Schrein (1894) und Kreuzigungsgruppe (um 1780)
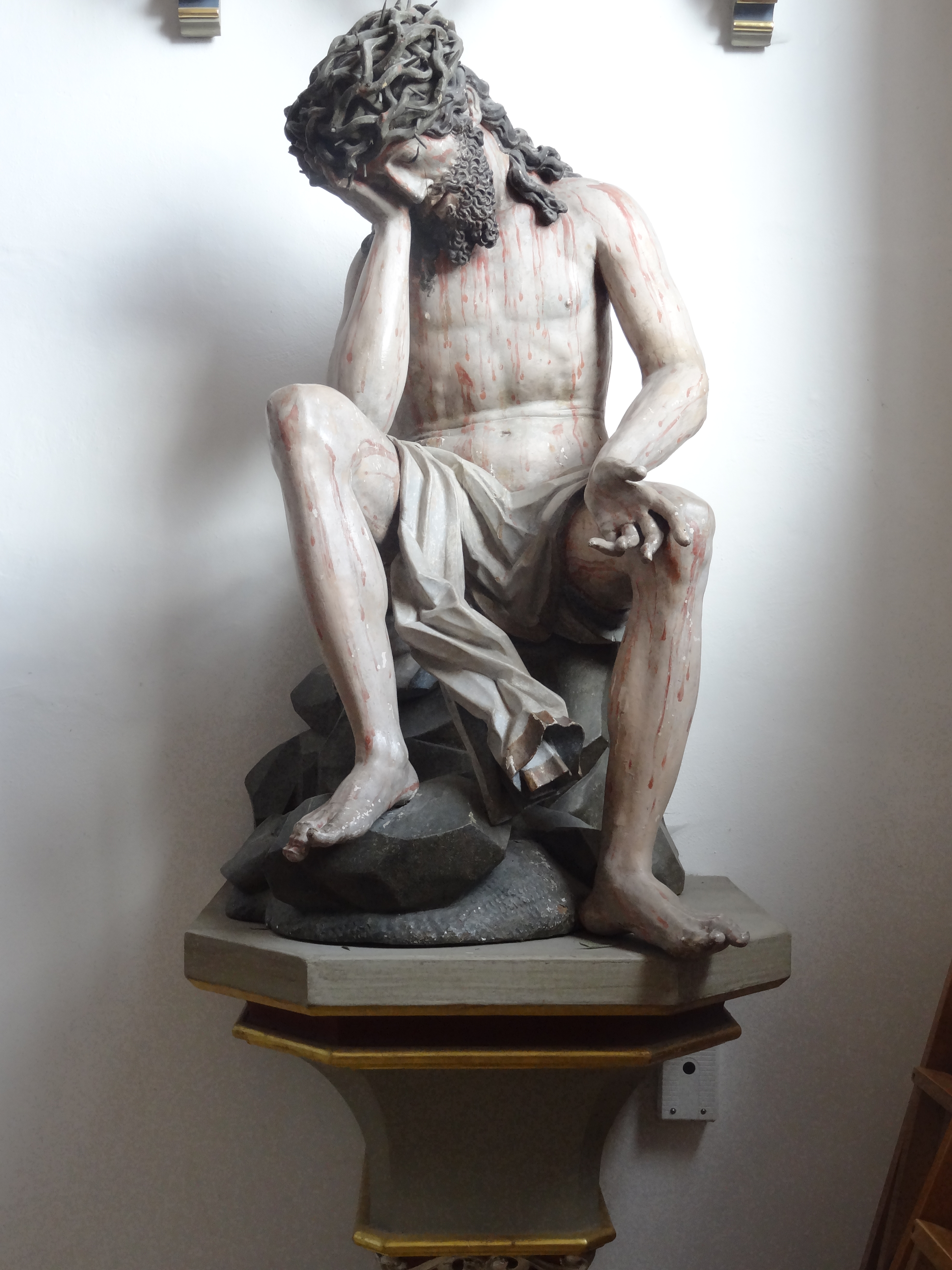
Spätgotische Holzskulptur Christus in der Rast
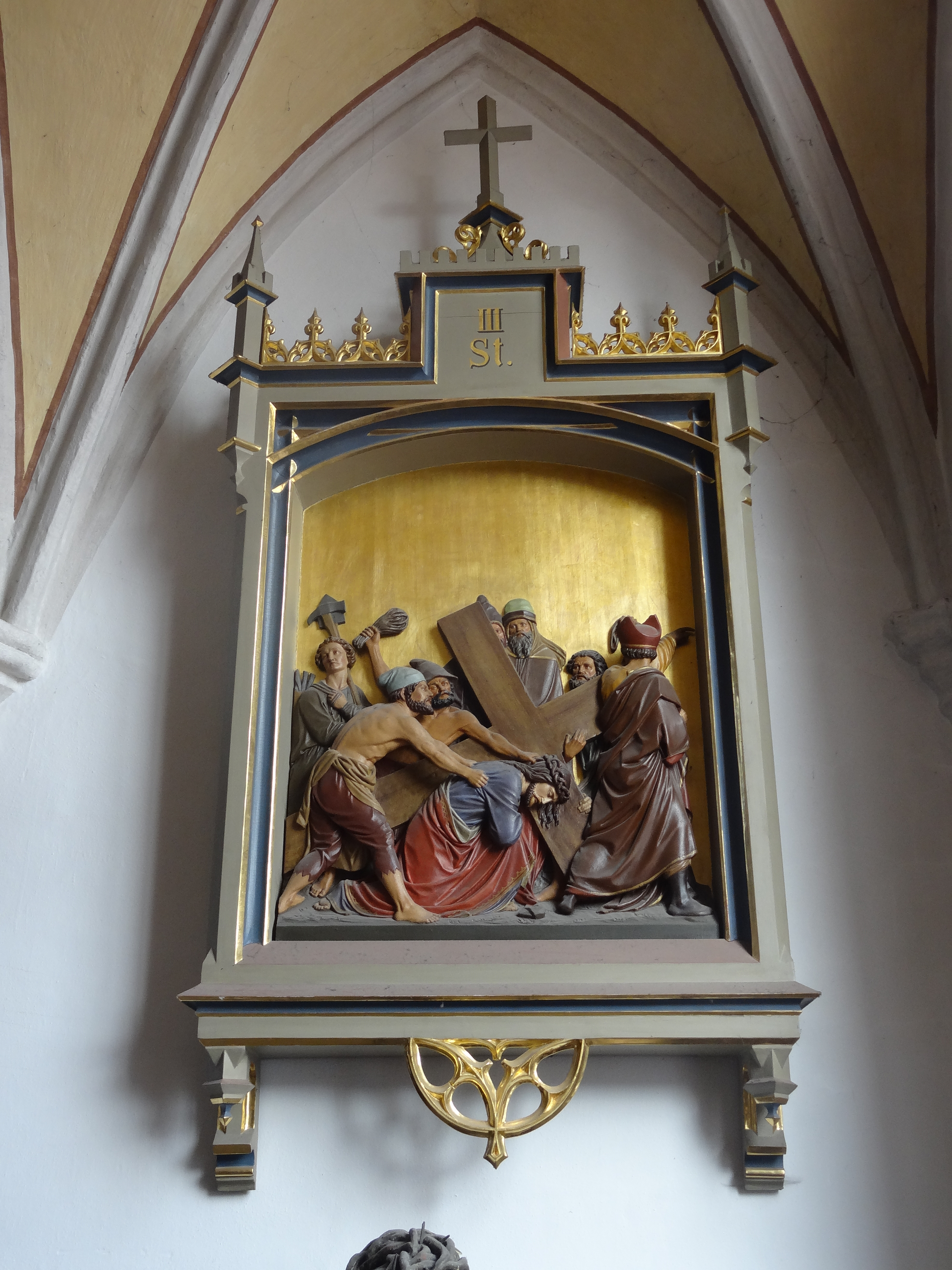
Neugotische Kreuzwegtafel (1866)

### Grabdenkmäler
In der Vilsbiburger Stadtpfarrkirche befinden sich zahlreiche Grabdenkmäler aus dem 15. bis 18. Jahrhundert. Bemerkenswert sind unter anderem folgende Epitaphien:
- Das älteste Epitaph der Stadtpfarrkirche war früher außen am östlichen Strebepfeiler des südlichen Seitenschiffs angebracht. Im Zuge einer Renovierung des 20. Jahrhunderts wurde es nach innen an die Westwand des Langhauses versetzt. Die hochrechteckige Rotmarmor-Grabplatte ist Christoph Hackh zu Haarbach († 1485) gewidmet. Sie ist rund zwei Meter hoch und einen Meter breit und trägt folgende Umschrift in spätgotischen Minuskeln: Nach · cristi · geburd · tausent · vierhundert · vnd · Im · lxxxv · Iare · an · sontag · nach · des · heiligen · kr'ucz · erfidum · sta'b · c'istof · hack · zu · harbach · dem · got · genad. Diese umrahmt das große Wappen der Adelsfamilie Hackh, das auf einem Tartschenschild mit Helmzier dargestellt ist. In den unteren Ecken befinden sich die Wappen der beiden Ehegattinnen Hackhs: links das Wappen der Alt-Taufkirchner, von denen seine erste Frau abstammte, rechts das Wappen der Haunzenberger zu Haunzenbergersöll, welches seit 1968 das Wappen der Gemeinde Bodenkirchen ist.[15][16]
- In der südlichen Portalvorhalle befinden sich zwei Rotmarmor-Epitaphien zu Ehren von Angehörigen der Familie Griesstetter. Beide sind rund zwei Meter hoch und einen Meter breit. Der ältere Grabstein (1514) ist an der Ostwand angebracht und trägt im oberen Drittel die von Rankwerk eingefasste Inschrift: Hie ligt begraben der Edl vnd Vest Vrban Griesstetter zu haslach und herrenfelden pfleger zu Piburg vnd Geisenhausen der gestorbn ist im 1514 iar. Auch Margreth sein Eegemahl ain geborne Greylin zu Vatershaim die gestorben ist 1502 iar. DEN · UND · ALEN · GLAVBIGEN · SELEN · GOT · GENEDIG · SEI · AMEN. Darunter ist eine Ädikula im Stile der frühen Renaissance dargestellt. Darin befindet sich ein Relief der Pietà und der knienden Familie Griesstetter. In den vier Ecken der Ädikula sind Wappen zu sehen. An der gegenüberliegenden Wand ist der jüngere der beiden Grabsteine (1580) angebracht. Er trägt im unteren Drittel eine Inschrift in einer Renaissance-Kartusche: Hie ligt begraben der Edl vnd Vest Thomas griessteter zu Haslach vnd Herrnvelden der Elter welcher furstlicher Pfleger alhie zu Vilspiburg gewesen der gestorben ist als man zalt nach Christi unsers hailandts geburdt 1 · 5 · 80 · Iar den · 31 · tag Ianuarij dem got genadig und parmherczig sey. Darüber sind ein Relief der Auferstehung Jesu Christi, umgeben von sieben Wappen, sowie die kniende Familie des Verstorbenen dargestellt.[16]
- Ein weiteres Rotmarmor-Epitaph, das von dem Vilsbiburger Bürger Hanns Englberger gestiftet wurde, stammt aus dem ausgehenden 15. Jahrhundert und ist mehreren verstorbenen Angehörigen seiner Familie gewidmet. Oberhalb einer ausführlichen Inschrift mit Rollwerkumrahmung befindet sich wiederum eine Renaissance-Ädikula, in der im Relief die Kreuzigung Christi mit Maria, Johannes und einem Engel dargestellt ist. Im Hintergrund ist die Stadt Jerusalem zu sehen, im Vordergrund die trauernde Familie der Verstorbenen. Das Epitaph ist rund 1,80 Meter hoch und 0,80 Meter breit und etwa in der Mitte zerbrochen.[16]

### Orgeln
Zur Orgelgeschichte sind folgende Daten bekannt:
- 1654 schuf Georg Paur aus Passau eine neue Orgel.
- 1678 wurde die Orgel von Hans Heinrich Ruestaller gefasst.
- 1837 schuf Ferdinand Hörmüller aus Tittmoning eine neue Orgel mit 22 Registern auf zwei Manualen und Pedal (Disposition, siehe unten). Diese war in dem Barockprospekt von 1654 untergebracht. Das Instrument wurde 1867/68 von Anton Ehrlich aus Straubing restauriert und von Franz Strauß aus Landshut wieder aufgestellt.
- Die Hörmüller-Orgel wurde im Jahr 1900 durch einen Neubau von Franz Borgias Maerz aus München ersetzt. Dieser umfasste 18 Register auf zwei Manualen und Pedal. Da bereits nach kurzer Zeit Probleme mit dem Instrument auftraten, mussten Maerz 1907 und sein Plattlinger Kollege Ignaz Weise 1909 Instandsetzungsarbeiten durchführen.

| I Hauptwerk C–f3 |              |       |
| 01.              | Principal    | 8′    |
| 02.              | Copel        | 8′    |
| 03.              | Bourdon      | 8′    |
| 04.              | Gamba        | 8′    |
| 05.              | Octav        | 4′    |
| 06.              | Flöte        | 4′    |
| 07.              | Quint        | 3′    |
| 08.              | Superoctav 0 | 2′    |
| 09.              | Mixtur IV    | 1 ⁄2′ |
| 10.              | Cimbel II    | 1′    |
| 11.              | Trompete     | 8′    |

| II Schwellwerk C–f3 |            |    |
| 12.                 | Copel      | 8′ |
| 13.                 | Salicional | 8′ |
| 14.                 | Dulcian    | 8′ |
| 15.                 | Principal  | 4′ |
| 16.                 | Spitzflöte | 4′ |
| 17.                 | Octav      | 2′ |

| Pedal C–a |               |     |
| 18.       | Violonbaß     | 16′ |
| 19.       | Subbaß        | 16′ |
| 20.       | Octavbaß      | 08′ |
| 21.       | Quintbaß      | 06′ |
| 22.       | Posaunenbaß 0 | 16′ |

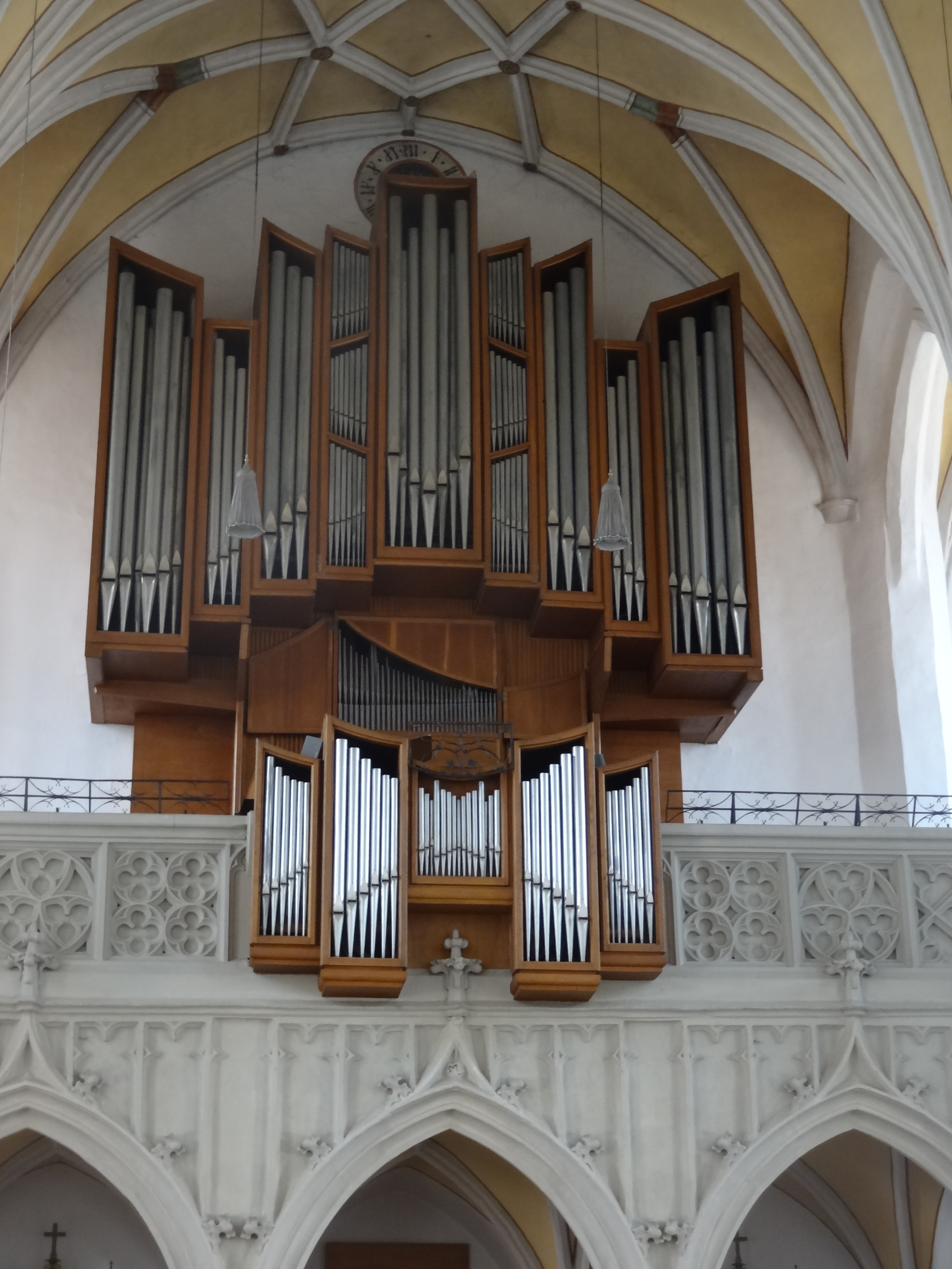
Nenninger-Orgel von 1960

Die heutige Hauptorgel der Stadtpfarrkirche wurde 1960 von Guido Nenninger erbaut. Sie verfügt über 33 Register auf drei Manualen und Pedal. Das Schleifladeninstrument besitzt mechanische Spiel- und Registertrakturen. Die Disposition wurde von dem Freisinger Musikwissenschaftler Rudolf Quoika erarbeitet. Sie lautet wie folgt:
| I Hauptwerk C–g3 |                     |        |
| 1.               | Quintade            | 16′    |
| 2.               | Principal           | 08′    |
| 3.               | Rohrflöte           | 08′    |
| 4.               | Harfpfeife          | 08′    |
| 5.               | Octav               | 04′    |
| 6.               | Gemshorn            | 04′    |
| 7.               | Nachthorn           | 02′    |
| 8.               | Blockwerk IV–VIII 0 | 02 ⁄3′ |
| 9.               | Trompete            | 08′    |

| II Rückpositiv C–g3 |             |        |
| 10.                 | Bourdun     | 8′     |
| 11.                 | Principal   | 4′     |
| 12.                 | Blockflöte  | 4′     |
| 13.                 | Nasard      | 2 ⁄3′  |
| 14.                 | Waldflöte   | 2′     |
| 15.                 | Terz        | 1 3⁄5′ |
| 16.                 | Scharf III  | 1′     |
| 17.                 | Krummhorn 0 | 8′     |
|                     | Tremulant   |        |

| III Brustwerk C–g3 |                |       |
| 18.                | Hohlflöte      | 8′    |
| 19.                | Gedackt        | 4′    |
| 20.                | Principal      | 2′    |
| 21.                | Sifflöte       | 1 ⁄3′ |
| 22.                | Octävlein      | 1′    |
| 23.                | Zimbel II–III0 | 01⁄2′ |
| 24.                | Musette        | 8′    |

| Pedal C–f1 |                     |         |
| 25.        | Principalbaß        | 16′     |
| 26.        | Subbaß              | 16′     |
| 27.        | Octavbaß            | 08′     |
| 28.        | Gedackt             | 08′     |
| 29.        | Quinte              | 05 1⁄3′ |
| 30.        | Chrolbaß            | 04′     |
| 31.        | Bauernbäßlein       | 02′     |
| 32.        | Rauschwerk III–IV 0 | 02′     |
| 33.        | Bombarde            | 16′     |

- Koppeln: II/I, III/I, III/P, II/P, I/P

Im Februar 2020 wurde ein Orgelbauverein mit dem Ziel, ein neues Instrument zu finanzieren, gegründet. Der wesentliche Beweggrund hierfür ist das Fehlen von Stimmgängen bei der alten Orgel, sodass eine Wartung praktisch nicht möglich ist. Daher wurde das Instrument in den vergangenen Jahren mehr und mehr anfällig für Störungen.
Außerdem ist eine Truhenorgel vorhanden, die 1979 von Georg Jann aus Allkofen geschaffen wurde. Sie verfügt über ein Manual und vier bzw. fünf Register und besitzt eine mechanische Spiel- und Registertraktur (B/D). Die Disposition lautet folgendermaßen:
| Manual |             |            |
| 1.     | Rohrflöte 0 | 8′         |
| 2.     | Flöte       | 4′         |
| 3.     | Quinte      | 2 ⁄3′      |
| 4.     | Prinzipal   | 2′         |
| 5.     | Terz        | 1 3⁄5′ (D) |

### Glocken
Zur Geschichte der Glocken sind folgende Daten bekannt:
- 1655 weihte der Abt des Stiftes Sankt Veit zwei neue Glocken.
- 1659 wurden bei einem Blitzeinschlag zwei Glocken zerstört. Diese wurden in Landshut neu gegossen.
- 1739 sollte eine alte, zersprungene Glocke der Pfarrkirche (und eine ebenfalls zersprungene Glocke der Spitalkirche) umgegossen werden. Der Auftrag hierzu erging an den Glockengießer Johann Ignaz Koch aus Landau an der Isar. Die neuen Glocken wurde am 10. Mai 1740 durch den Regensburger Subkustos Johann Adam Finsterwalt geweiht. Die Glocke, die an der Pfarrkirche zum Mittagsläuten dienen sollte, zersprang bereits 1744 wieder. Sie wurde 1755 von Johann Sloito aus Straubing erneut umgegossen. Nachdem die neue Glocke am 6. Oktober 1755 in Straubing geweiht worden war, kam sie erst am 6. Februar 1756 nach Vilsbiburg.
- 1844 goss Josef Anton Spannagl aus Regensburg zwei neue Glocken, wodurch das Geläut der Stadtpfarrkirche auf sechs Glocken anwuchs.
- Im deutsch-französischen Krieg 1870/71 musste die Pfarrkirche 30 Zentner (1500 Kilogramm) Buntmetall abliefern. Es verblieben nur zwei Glocken auf dem Turm.
- 1877 wurden die fünf damals auf dem Turm befindlichen Glocken zum Umschmelzen an den Glockengießer Otto Spannagl in Landshut gegeben. Nachdem ein Gutachten dem Turm eine Tragfähigkeit von 4500 Kilogramm bescheinigt hatte, goss Spannagl dementsprechend vier neue Glocken mit einem Gesamtgewicht von rund 4300 Kilogramm. Diese wurden am 19. Dezember 1877 vom Vilsbiburger Stadtpfarrer gesegnet und aufgezogen. Im Jahr 1878 wurde eine neue Turmuhr beschafft.
- 1903 wurden zwei neue Glocken für die Stadtpfarrkirche (und eine für die Bergkirche) beschafft. Diese wurden von Johann Hahn in Landshut gegossen und am 14. Oktober 1903 vom Regensburger Weihbischof Sigismund Felix von Ow-Felldorf geweiht. Darunter war eine Marienglocke mit einem Gewicht von rund 4300 Kilogramm, die im bisher leeren unteren Glockenstuhl angebracht wurde.
- 1908 wurde eine kleine, nur rund 40 Kilogramm schwere Glocke auf den Turm der Pfarrkirche aufgezogen. Sie war 1728 vom Amtskämmerer Joseph Westermayer gestiftet worden und läutete zuvor vom Rathausturm.
- 1917 mussten fünf der inzwischen neun Glocken der Stadtpfarrkirche zu Rüstungszwecken abgeliefert werden. Auch die große Marienglocke von 1903 wurde zweimal zur Ablieferung vorgemerkt, verblieb letztendlich aber wegen des Kriegsendes auf dem Pfarrkirchenturm in Vilsbiburg. Außerdem blieben zwei Glocken von 1877 und die ehemalige Rathausglocke von der Beschlagnahme verschont.
- 1926 wurden sechs neue Glocken bei Johann Hahn aus Landshut in Auftrag gegeben, nachdem zunächst aufgrund der wirtschaftlich schwierigen Lage kein Ersatz für die Glocken beschafft werden konnte. Da eine Glocke wegen eines Gussfehlers neu gefertigt werden musste, konnte das Geläut erst am 25. März 1927 durch den Vilsbiburger Stadtpfarrer Anton Goetz gesegnet werden. Das nunmehr neunstimmige Geläut wurde von Fachleuten hoch gelobt. 1932 wurden acht neue Läutemaschinen angeschafft.
- 1942 mussten alle Glocken der Pfarrkirche bis auf die Isidorglocke von 1926 zu Rüstungszwecken abgeliefert werden.
- 1948 wurde ein neuer Stahlglockenstuhl eingebaut. 1949 wurden sieben neue Glocken – wiederum bei Johann Hahn aus Landshut – beschafft. Dadurch ergibt sich das heutige, achtstimmige Geläut, dessen Disposition nahezu identisch mit der von 1926/27 ist. Auch dank der großen Spendenbereitschaft der Pfarrangehörigen ist dieses Geläut eines der größten und tontiefsten auf dem Gebiet des Bistums Regensburg. Die Glocken wurden am 7. April 1949 eingeholt und am Palmsonntag, den 10. April 1949 vom Regensburger Weihbischof Johann Baptist Höcht geweiht. Die Glocken sind aus statischen Gründen an leicht gekröpften Jochen angebracht, welche wiederum in den beiden Stahlglockenstühlen gelagert sind.
- Am 4. März 1955 löste sich nach dem Morgenläuten die Annaglocke aufgrund eines Konstruktionsfehlers des Glockenstuhls aus ihrer Verankerung. Dass sie zwischen der Isidorglocke und dem Glockenstuhl eingekeilt wurde, verhinderte einen tiefen Sturz. 1955/56 wurden die betroffenen Glocken und der Glockenstuhl instand gesetzt. 1964 wurde ein neues Uhrwerk für die Turmuhr angeschafft.
- 1994 wurden die Glocken von der Rudolf Perner aus Passau instand gesetzt. Um die Schwingungen des Turmes zu verringern, wurden die Schlagzahlen der Glocken verändert und die vier größten Glocken mit speziellen Klöppeln versehen. 1995 wurde eine elektronische Turmuhr- und Glockensteuerung eingebaut.

Die Glocken im Einzelnen:
| Nr. | Name             | Gussjahr | Gießer                | Gewicht [kg] | Durchmesser [cm] | Schlagton (HT-1/16) | Umschrift | Relief(s)                |
| --- | ---------------- | -------- | --------------------- | ------------ | ---------------- | ------------------- | --- | ------------------------ |
| 1.  | Marienglocke     | 1949     | Johann Hahn, Landshut | 5200         | 205              | g0+6                | Unum est necessarium – Maria optimam partem elegit. (lat. „Eines nur ist notwendig – Maria hat den besten Teil erwählt.“) 1903 goß mich Johann Hahn, Landshut – 1949 gab mir und 6 Geschwistern sein Sohn von neuem das Leben – das wir 1942 opfern mussten. | Himmelfahrt Mariens      |
| 2.  | Sebastiansglocke | 1949     | Johann Hahn, Landshut | 2915         | 170              | b0+2                | Im schweren Kampfe, Sebastian Sei Du uns Führer himmelan! Kriegsglocke ich ehedem – an die Opfer der Pfarrei im I. und II. Weltkrieg erinnere ich weiterhin – Johann Hahn, Landshut goß mich 1949.                                                           | Hl. Sebastian            |
| 3.  | Josefsglocke     | 1949     | Johann Hahn, Landshut | 2050         | 155              | c1+2                | Hl. Josef, gib` Arbeit, Heimat und Brot! Hilf uns in unserer Familiennot! 1949 goß mich Johann Hahn, Landshut. | Hl. Josef von Nazaret    |
| 4.  | Annaglocke       | 1949     | Johann Hahn, Landshut | 1025         | 125              | d1+6                | Muttersorge, Mutterleid, Wandle, St. Anna, in himmlische Freud! Gegossen hat mich Johann Hahn, Landshut 1949 – Gestiftet haben mich vier Vilsbiburger: Balk Xaver, Feß Johann, Spiegelmeier Michael und Zollner Carl.                                        | Hl. Anna                 |
| 5.  | Aloisiusglocke   | 1949     | Johann Hahn, Landshut | 700          | 107              | f1+4                | Du herrschest, ein Engel, in der Engel-Chor, O` führ uns, Aloysius, zum Himmel empor! Gegoßen hat mich Johann Hahn, Landshut 1949, Gestiftet bin ich von vier Vilsbiburgern: Breiteneicher Georg, Gschaider Martin, Königbauer Georg und Wackerbauer Martin. | Hl. Aloisius von Gonzaga |
| 6.  | Markusglocke     | 1949     | Johann Hahn, Landshut | 500          | 98               | g1+2                | Gegoßen hat mich Johann Hahn, Landshut 1949; Gestiftet hat mich Dr. Josef Mayerhofer zum Andenken seines Bruders Markus Aschenbrenner, Brauereibesitzer, gestorben 1946 in polnischer Kriegsgefangenschaft.                                                  | Evangelist Markus        |
| 7.  | Isidorgloke      | 1926     | Johann Hahn, Landshut | 311          | 84               | b1-4                | Von Johann und Johanna Grötzinger, Bauerseheleute in Mühlen gestiftet, dem hl. Bauersmanne Isidor geweiht. Mich goß 1926 Johann Hahn, Landshut und Reichenhall – Den steilen Weg, St. Isidor, Geleite uns zum Herrn empor.                                   | Hl. Isidor               |
| 8.  | Barbaraglocke    | 1949     | Johann Hahn, Landshut | 225          | 73,5             | c2+2                | Mich goß Johann Hahn, Landshut 1949, Gestiftet hat mich Holzner Johann Vilsbiburg; Barbara, aus Todespein – Führe uns zum Leben ein! | Hl. Barbara              |